# Луна
Луна́ — единственный естественный спутник Земли. Самый близкий к Солнцу спутник планеты, так как у ближайших к Солнцу планет (Меркурия и Венеры) их нет. Второй по яркости объект на земном небосводе после Солнца и пятый по величине естественный спутник планеты Солнечной системы. Среднее расстояние между центрами Земли и Луны — 384 467 км (0,00257 а.е., ~30 диаметров Земли).
Видимая звёздная величина полной Луны на земном небе — −12,71m. Освещённость, создаваемая полной Луной возле поверхности Земли при ясной погоде, составляет 0,25 лк.
Луна появилась около 4,5 млрд лет назад, немного позже Земли. Существует несколько гипотез происхождения Луны, ни одна из которых не объясняет всех наблюдаемых особенностей химического состава или взаимного движения. Наиболее популярна гипотеза о том, что Луна сформировалась из осколков, оставшихся после «Гигантского столкновения» Земли и Тейи — планеты, схожей по размерам с Марсом. В 2004 году физик Николай Горькавый предложил модель формирования Луны в результате продолжительной астероидной бомбардировки Земли космическими телами размером от десятков до сотен километров. Новая гипотеза объясняет, почему после катастрофического столкновения Земля не лишилась воды и откуда вода на полюсах Луны.
На сегодняшний день Луна является единственным внеземным астрономическим объектом, на котором побывал человек.

## Название
«Луна» — древнее русское слово, в письменных источниках встречается ещё в Лаврентьевской летописи в записи о 969 годе.
Русское слово «Луна» восходит к праслав. *luna < пра-и.е. *louksnā́ «светлая» (женский род прилагательного *louksnós), к этой же индоевропейской форме восходит и лат. lūna «луна».
Греки называли спутник Земли Селеной (др.-греч. Σελήνη), древние египтяне — Ях (Иях), вавилоняне — Син; в Японии называют Луну «Цуки», а соответствующее божество — Цукиёми.

## Луна как небесное тело

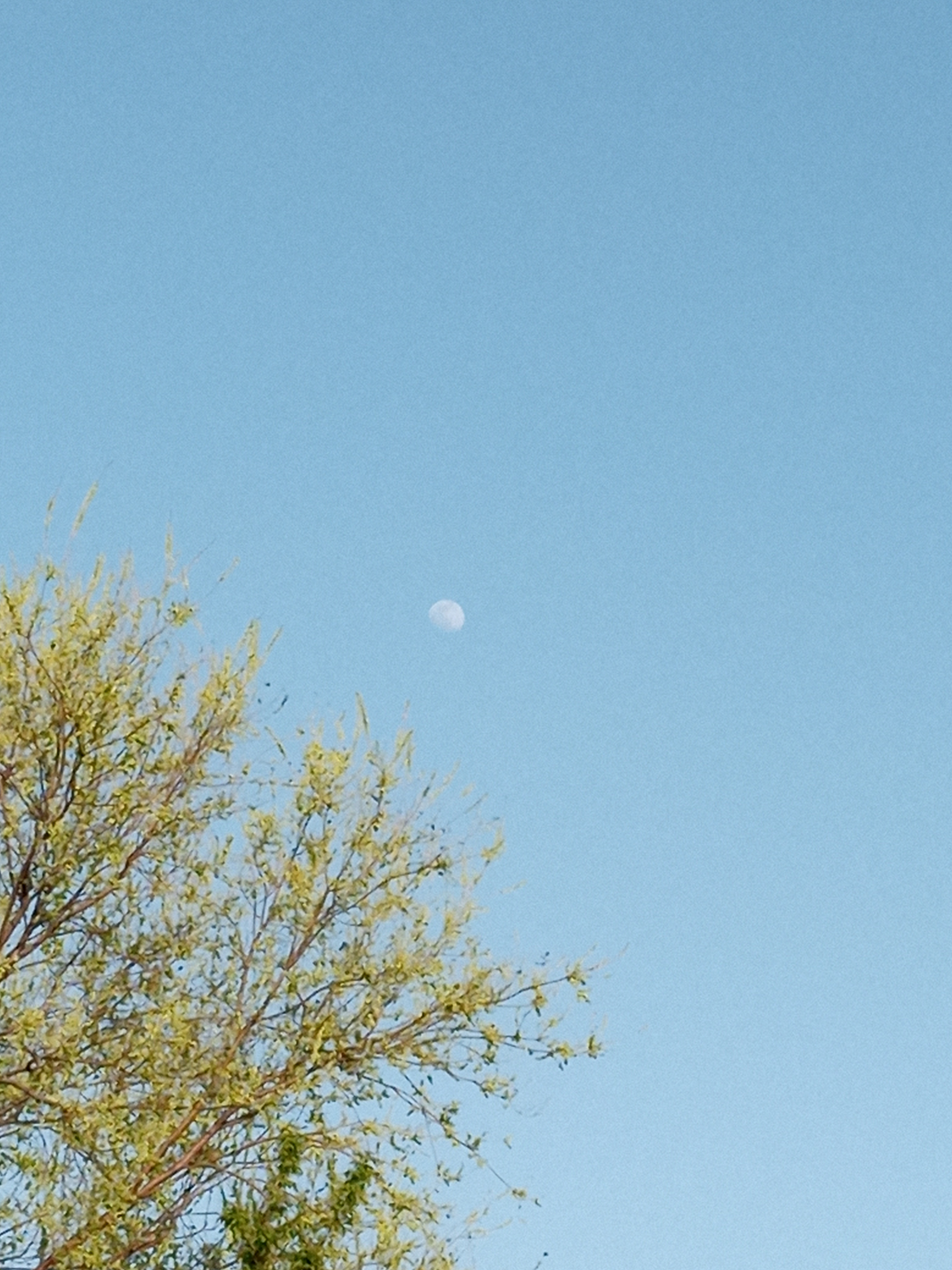
Луна перед закатом солнца

### Орбита
С древних времён люди пытались описать и объяснить движение Луны. Со временем появлялись всё более точные теории.
Основой современных расчётов является теория Брауна. Созданная на рубеже XIX—XX веков, она описывала движение Луны с точностью измерительных приборов того времени. При этом в расчёте использовалось более 1400 членов (коэффициентов и аргументов при тригонометрических функциях).
Современная наука может рассчитывать движение Луны и проверять эти расчёты с ещё большей точностью. Методами лазерной локации расстояние до Луны измеряется с ошибкой в несколько сантиметров. Такую точность имеют не только измерения, но и теоретические предсказания положения Луны; для таких расчётов используются выражения с десятками тысяч членов, и не существует предела их количества, если потребуется ещё более высокая точность.
В первом приближении можно считать, что Луна движется по эллиптической орбите с эксцентриситетом 0,0549 и большой полуосью геоцентрической орбиты 384 399 км (в то время как большая полуось в системе относительно центра масс системы «Земля — Луна» составляет 379 730 км). Действительное движение Луны довольно сложное, и при его расчёте необходимо учитывать множество факторов, например, сплюснутость Земли и сильное влияние Солнца, которое притягивает Луну в 2,2 раза сильнее, чем Земля. Более точно движение Луны вокруг Земли можно представить как сочетание нескольких движений:
- обращение вокруг Земли по эллиптической орбите с периодом 27,32166 суток — это так называемый сидерический месяц (то есть движение измерено относительно звёзд);
- поворот плоскости лунной орбиты: её узлы (точки пересечения орбиты с эклиптикой) смещаются на запад, делая полный оборот за 18,6 года. Это движение является прецессионным;
- поворот большой оси лунной орбиты (линии апсид) с периодом 8,8 года (происходит в противоположном направлении, чем указанное выше движение узлов, то есть долгота перигея увеличивается);
- периодическое изменение наклона лунной орбиты по отношению к эклиптике от 4°59′ до 5°19′;
- периодическое изменение размеров лунной орбиты: перигея — от 356,41 до 369,96 тыс. км, апогея — от 404,18 до 406,74 тыс. км;
- постепенное удаление Луны от Земли вследствие приливного ускорения (на 38 мм в год)[14][15], таким образом, её орбита представляет собой медленно раскручивающуюся спираль[16].

Луна всегда обращена к Земле одной стороной, противоположную сторону Луны с Земли увидеть невозможно. Луна делает один оборот вокруг собственной оси ровно за время облёта вокруг Земли, и это является не случайным совпадением, а следствием приливного захвата, который фиксирует направленность одной части Луны к Земле и тем самым синхронизирует вращение с облётом вокруг Земли. Таким же образом кордовая авиамодель облетает центр привязки и никогда не поворачивается к нему противоположным крылом.
Правда, поскольку вращение Луны вокруг Земли из-за эллиптической орбиты происходит несколько неравномерно, в результате либрации с Земли можно наблюдать несколько больше половины лунной поверхности.

### Общее строение
В 1609 году Галилео Галилей с помощью телескопа впервые увидел на Луне тени и сделал вывод о наличии гор и кратеров. На основе своих наблюдений Галилей считал, что Луна — это каменистое небесное тело, подобное Земле.
По современным представлениям Луна состоит из коры, мантии (астеносферы), свойства которой различны и образуют четыре слоя, кроме того, переходной зоны между мантией и ядром, а также самого ядра, которое имеет внешнюю жидкую и внутреннюю твёрдую части. Атмосфера и гидросфера практически отсутствуют. Поверхность Луны покрыта реголитом — смесью тонкой пыли и скалистых обломков, образующихся в результате столкновений метеоритов с лунной поверхностью. Ударно-взрывные процессы, сопровождающие метеоритную бомбардировку, способствуют взрыхлению и перемешиванию грунта, одновременно спекая и уплотняя частицы грунта. Толщина слоя реголита составляет от долей метра до десятков метров.
| Внутреннее твёрдое ядро | 0—230 км     |
| Внешнее жидкое ядро     | 230—325 км   |
| Переходная зона         | 325—534 км   |
| Мантия                  | 534—1697 км  |
| Кора                    | 1697—1737 км |

Видимая сторона находится в среднем на 3,2 км ближе к центру масс по сравнению с обратной стороной, смещение центра масс к центру фигуры составляет приблизительно 1,68—1,93 км. Средняя толщина коры в видимом полушарии меньше на 8—12 км. Экваториальная кора в среднем на 9,5 км толще, чем на полюсах.

#### Условия на поверхности

Цветные снимки Луны на разных высотах над горизонтом, полученные бортовой цифровой камерой космического корабля «Колумбия» 26 января 2003 года

Атмосфера Луны крайне разрежена. Когда поверхность не освещена Солнцем, содержание газов над ней не превышает 2⋅105 частиц/см3 (для Земли этот показатель составляет 2,7⋅1019 частиц/см3), а после восхода Солнца увеличивается на два порядка за счёт дегазации грунта. Разрежённость атмосферы приводит к высокому перепаду температур на поверхности Луны (от −173 °C ночью до +127 °C в подсолнечной точке), в зависимости от освещённости; при этом температура пород, залегающих на глубине 1 м, постоянна и равна −35 °C. Ввиду практического отсутствия атмосферы небо на Луне всегда чёрное и со звёздами, даже когда Солнце находится над горизонтом. Однако на дневных фотографиях звёзды не видны, так как для их отображения потребовалась бы такая экспозиция, при которой освещённые Солнцем объекты были бы пересвечены.
Около 3,5 млрд лет назад, во время масштабных излияний лавы, лунная атмосфера была плотнее. Расчёты показывают, что высвобождавшиеся из лавы летучие вещества (CO, S, Н2O) могли образовать атмосферу с давлением в 1 % от земного. Время её рассеяния оценивают в 70 млн лет.

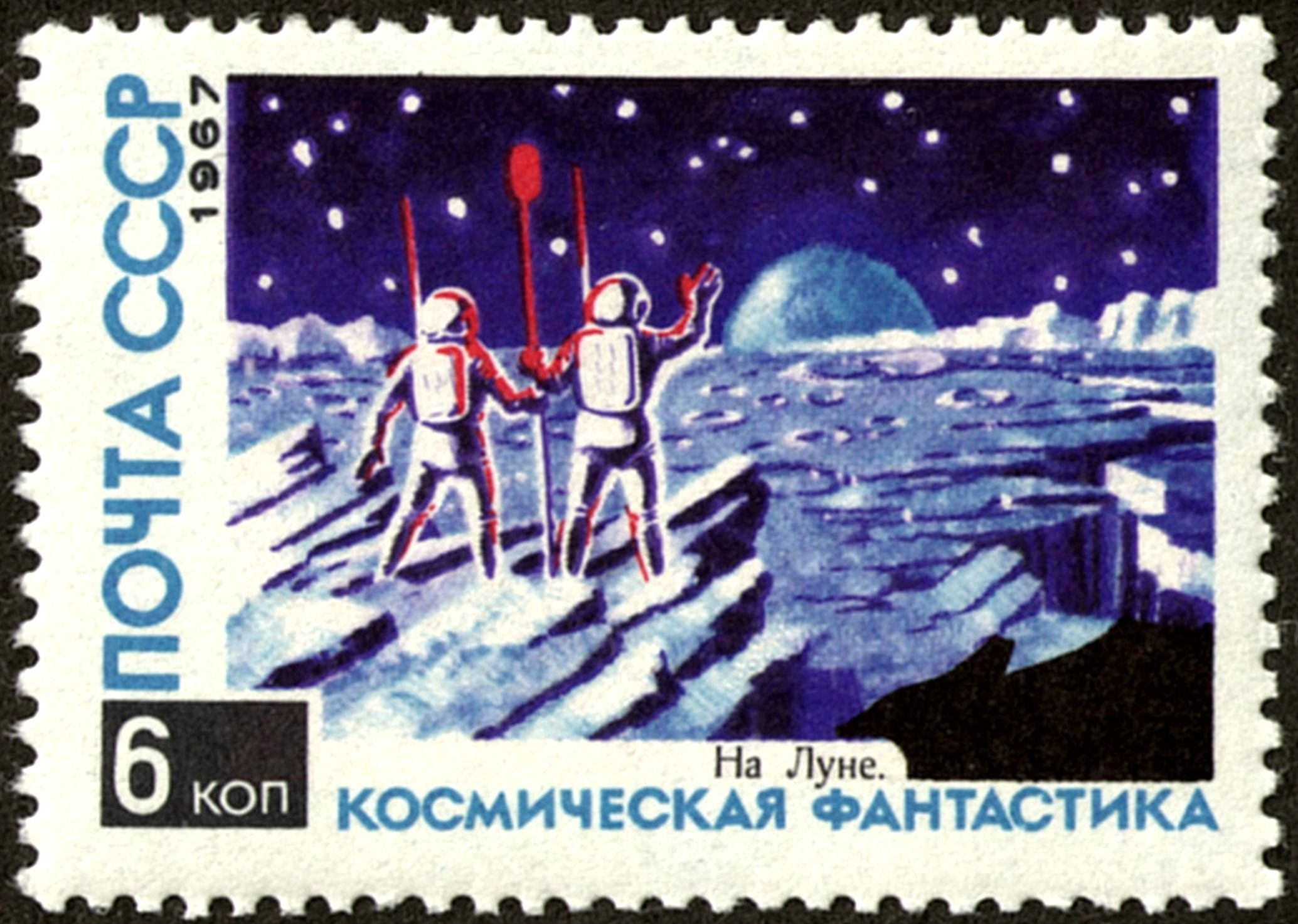
«На Луне. Восходит Земля» Почтовая марка СССР, 1967 год

Земной диск висит в небе Луны почти неподвижно. Причины небольших ежемесячных колебаний Земли по высоте над лунным горизонтом и по азимуту (примерно по 7°) такие же, как у либраций. Угловой размер Земли при наблюдении с Луны в 3,7 раза больше, чем лунный при наблюдении с Земли, а закрываемая Землёй площадь небесной сферы в 13,5 раза больше, чем закрываемая Луной. Степень освещённости Земли, видимая с Луны, обратна лунным фазам, видимым на Земле: в полнолуние с Луны видна неосвещённая часть Земли, и наоборот. Освещение отражённым светом Земли теоретически должно быть примерно в 41 раз сильнее, чем освещение лунным светом на Земле, однако на практике лишь в 15 раз больше; наибольшая видимая звёздная величина Земли на Луне составляет приблизительно −16m.
Лунная поверхность отражает всего 5—18 % солнечного света (как старый асфальт). Цветовые различия на Луне очень малы; её поверхность имеет коричневато-серую или черновато-бурую окраску (данные 1970 года).
Наилучшие на 2017 год колориметрические изображения поверхности Луны были получены широкоугольной, мультиспектральной камерой WAC космического аппарата LRO с использованием фильтров в трёх цветовых каналах: 689 нм — красный, 415 нм — зелёный, и 321 нм — голубой (описание карты). На цветоделительных изображениях буроватый оттенок имеют центральная часть Моря Ясности, восточная часть Моря Дождей, Море Холода и плато Аристарх. Синий оттенок имеют Море Спокойствия, периферийная часть Моря Ясности, северная часть Моря Изобилия, западная часть Моря Дождей, западная и южная части Океана Бурь. Все эти цветовые особенности отдельных районов Луны подтвердились в дальнейшем. Глаз почти не различает цветовые особенности отдельных деталей поверхности. Применение обычной цветной фотографии также не даёт должного эффекта — лунная поверхность выглядит однотонной.
Уменьшение альбедо поверхности в коротковолновой части спектра приводит к тому, что зрительно Луна кажется слегка желтоватой.

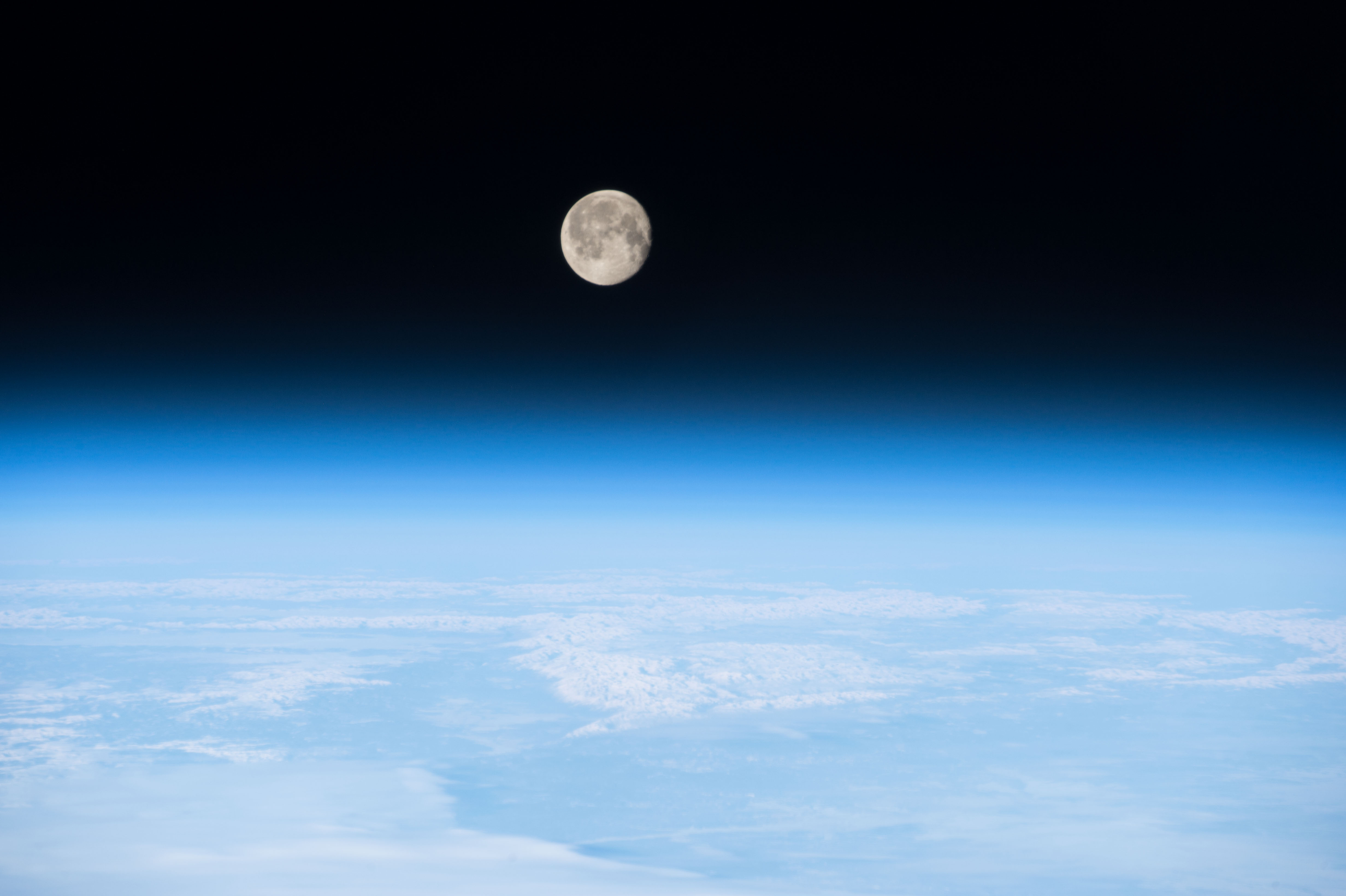
Луна с борта МКС 8 марта 2015 года
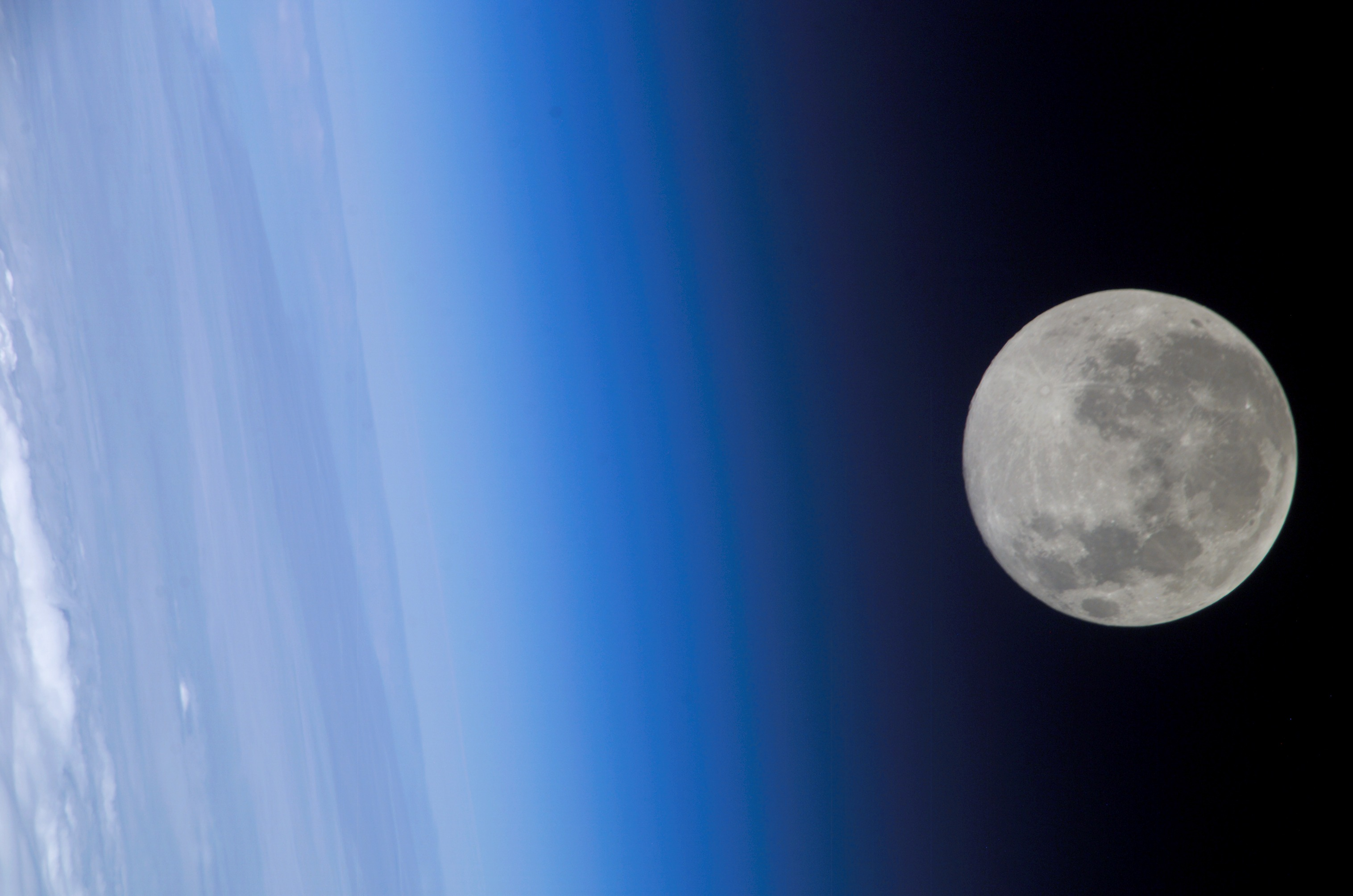
Луна с борта МКС 24 февраля 2005 года
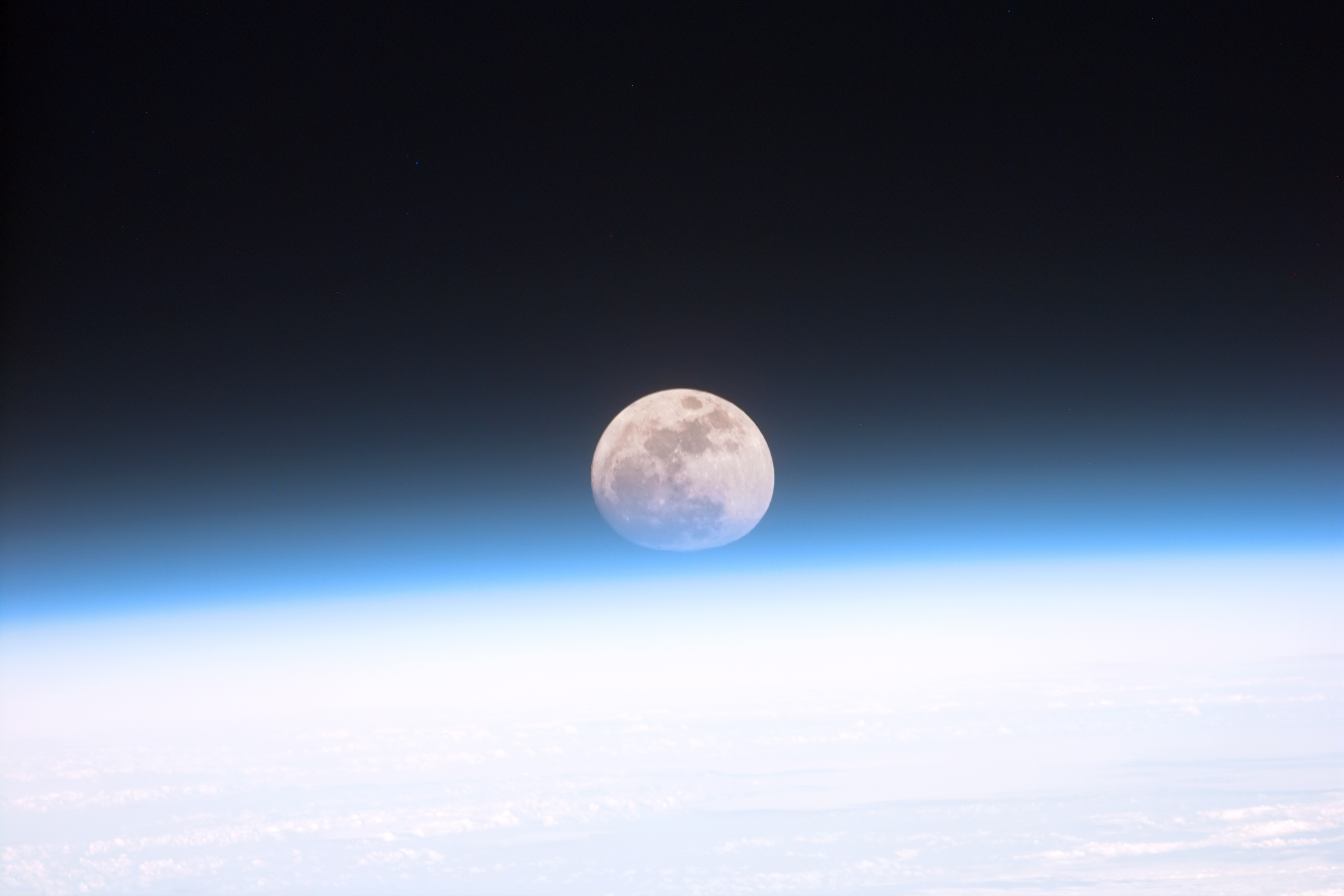
Луна с борта «Спейс шаттла» 21 декабря 1999 года

### Гравитационное поле

#### Сила тяжести
Сила тяжести у поверхности Луны составляет 16,5 % от земной (в 6 раз слабее).

#### Гравитационный потенциал
Гравитационный потенциал Луны традиционно записывают как сумму трёх слагаемых:
{\displaystyle W=V+Q+\delta W,}
где {\displaystyle \delta W} — приливный потенциал, {\displaystyle Q} — центробежный потенциал, {\displaystyle V} — потенциал притяжения. Потенциал притяжения обычно раскладывают по зональным, секторальным и тессеральным гармоникам:
{\displaystyle {\begin{aligned}V&={\frac {GM}{r}}\left[1-\sum _{n=2}^{\infty }J_{n}\left({\frac {R}{r}}\right)^{n}P_{n}(\sin \vartheta )\right.+\\&\qquad {}+\left.\sum _{n=2}^{\infty }\sum _{m=1}^{n}\left({\frac {R}{r}}\right)^{n}(C_{nm}\cos m\lambda +S_{nm}\sin m\lambda )P_{n}^{m}(\sin \vartheta )\right],\end{aligned}}}
где {\displaystyle P_{n}^{m}} — присоединённый полином Лежандра, {\displaystyle G} — гравитационная постоянная, {\displaystyle M} — масса Луны, {\displaystyle \lambda } и {\displaystyle \vartheta } — долгота и широта.

#### Приливы и отливы на Земле
Гравитационное влияние Луны вызывает на Земле некоторые интересные эффекты. Наиболее известный из них — морские приливы и отливы. На противоположных сторонах Земли образуются (в первом приближении) две выпуклости — со стороны, обращённой к Луне, и с противоположной ей. В мировом океане этот эффект выражен намного сильнее, чем в твёрдой коре (выпуклость воды больше). Амплитуда приливов (разность уровней прилива и отлива) на открытых пространствах океана невелика и составляет 30—40 см. Однако вблизи берегов вследствие набега на твёрдое дно приливная волна увеличивает высоту точно так же, как обычные ветровые волны прибоя. Учитывая направление обращения Луны вокруг Земли, можно составить картину следования приливной волны по океану. Сильным приливам больше подвержены восточные побережья материков. Максимальная амплитуда приливной волны на Земле наблюдается в заливе Фанди в Канаде и составляет 18 метров.
Хотя для земного шара величина силы тяготения Солнца почти в 200 раз больше, чем силы тяготения Луны, прили́вные силы, порождаемые Луной, почти вдвое больше порождаемых Солнцем. Это происходит из-за того, что приливные силы зависят не только от величины гравитационного поля, а ещё и от степени его неоднородности. При увеличении расстояния от источника поля неоднородность уменьшается быстрее, чем величина самого поля. Поскольку Солнце почти в 400 раз дальше от Земли, чем Луна, то приливные силы, вызываемые солнечным притяжением, оказываются слабее.

### Магнитное поле
Считается, что источником магнитного поля планет является тектоническая активность. Например, у Земли поле создаётся движением расплавленного металла в ядре, у Марса — последствиями прошлой активности.
«Луна-1» в 1959 году установила отсутствие однородного магнитного поля на Луне:24. Результаты исследований учёных Массачусетского технологического института подтверждают гипотезу, что у неё было жидкое ядро. Это укладывается в рамки самой популярной гипотезы происхождения Луны — столкновение Земли примерно 4,5 миллиарда лет назад с космическим телом размером с Марс «выбило» из Земли огромный кусок расплавленной материи, который позже превратился в Луну. Экспериментально удалось доказать, что на раннем этапе существования у Луны было аналогичное земному магнитное поле.
Программа GRAIL изучения гравитационного поля и внутреннего строения Луны, а также реконструкции её тепловой истории, установило наличие у Луны внутреннего твёрдого и внешнего металлического частей ядра (состоящих из железных и сидерофильных элементов). Очень слабое магнитное поле Луны формируется за счёт остаточного магнетизма в лунных породах, а также приливных сил, действующих на ядро.

### Наблюдение

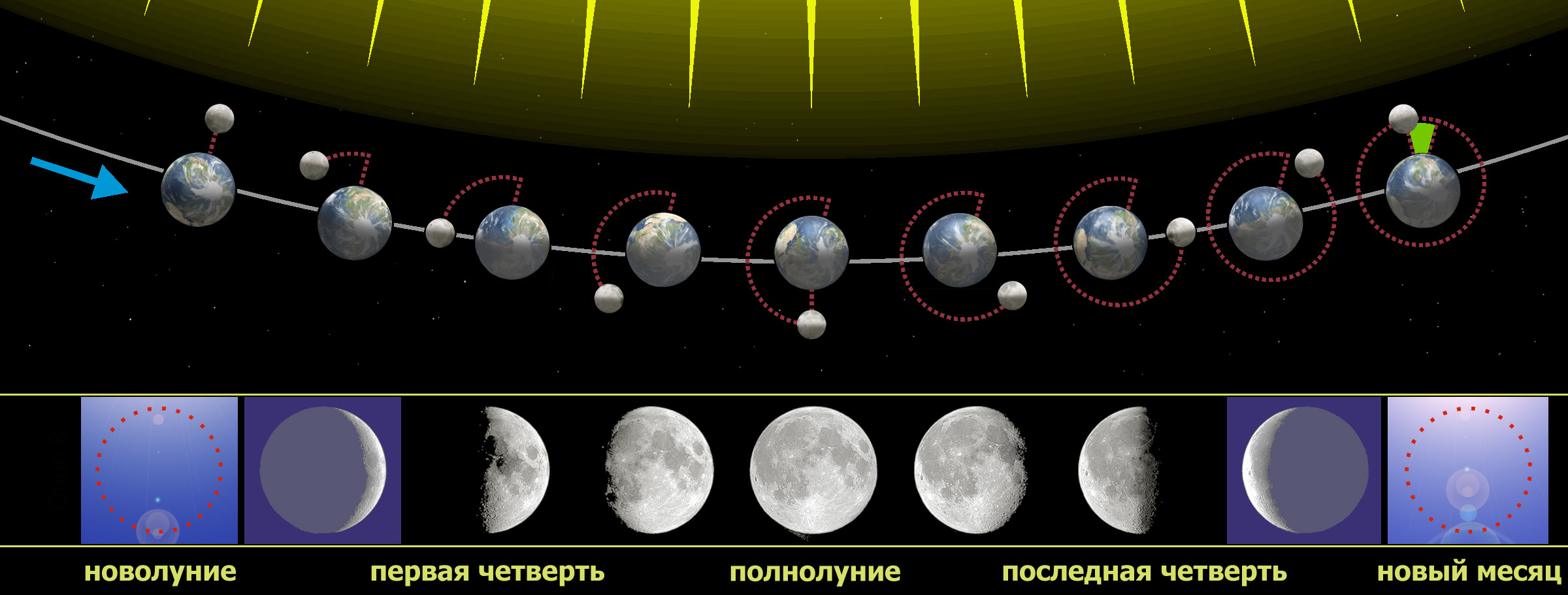
Связь фаз Луны с её положением относительно Солнца и Земли, при наблюдении из Северного полушария Земли. Зелёным цветом выделен угол, на который Луна повернётся с момента окончания сидерического месяца до момента окончания синодического месяца

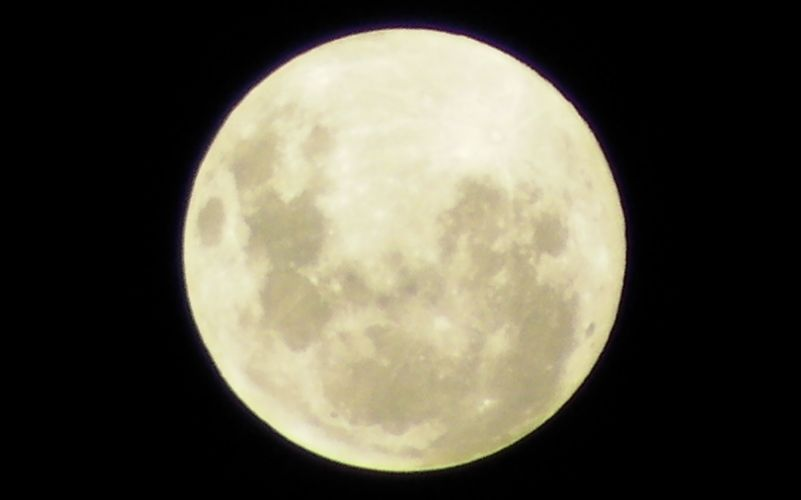
На этом австралийском снимке Луна повёрнута почти на 180 градусов — особенность Южного полушария. Угловой диаметр Луны очень близок к солнечному и составляет около половины градуса

Так как Луна не светится сама, а лишь отражает солнечный свет, с Земли видна только освещённая Солнцем часть лунной поверхности (в фазах Луны, близких к новолунию, то есть в начале первой четверти и в конце последней четверти, при очень узком серпе можно наблюдать «пепельный свет Луны» — слабое освещение её лучами Солнца, отражёнными от Земли). Луна обращается по орбите вокруг Земли, поэтому угол между направлениями Земля—Луна и Земля—Солнце изменяется, и мы наблюдаем смену лунных фаз. Период времени между последовательными новолуниями в среднем составляет 29,5 дня (709 часов) и называется синодический месяц. То, что длительность синодического месяца больше, чем сидерического, объясняется движением Земли вокруг Солнца: когда Луна относительно звёзд совершает полный оборот вокруг Земли, Земля к этому времени проходит уже 1/13 часть своей орбиты, и чтобы Луна снова оказалась между Землёй и Солнцем, ей нужно дополнительно около двух суток.

Лунные либрации

Хотя Луна и вращается вокруг своей оси, она всегда обращена к Земле одной и той же стороной, то есть обращение Луны вокруг Земли и вращение вокруг собственной оси синхронизировано. Эта синхронизация вызвана трением приливов, которые производила Земля в оболочке Луны. Согласно законам механики, Луна ориентирована в поле тяготения Земли так, что на Землю направлена большая полуось лунного эллипсоида.
Явление либрации, открытое Галилео Галилеем в 1635 году, позволяет наблюдать около 59 % лунной поверхности. Дело в том, что вокруг Земли Луна обращается с переменной угловой скоростью вследствие эксцентриситета лунной орбиты (вблизи перигея движется быстрее, вблизи апогея медленнее), в то время как вращение спутника вокруг собственной оси равномерно. Это позволяет увидеть с Земли западный и восточный края обратной стороны Луны (оптическая либрация по долготе). Кроме того, в связи с наклоном оси вращения Луны к плоскости её орбиты с Земли можно увидеть северный и южный края обратной стороны Луны (оптическая либрация по широте).
Существует ещё физическая либрация, обусловленная колебанием спутника вокруг положения равновесия в связи со смещённым центром тяжести, а также в связи с действием приливных сил со стороны Земли. Эта физическая либрация имеет величину 0,02° по долготе с периодом 1 год и 0,04° по широте с периодом 6 лет.
Из-за рефракции в атмосфере Земли при наблюдении Луны низко над горизонтом наблюдается приплюснутость её диска.

Время (1,255 секунды), за которое свет, пущенный с Земли, достигает Луны. Рисунок выполнен в масштабе

Из-за неровностей рельефа на поверхности Луны во время полного солнечного затмения можно наблюдать чётки Бейли. Когда же, наоборот, Луна попадает в тень Земли, можно наблюдать другой оптический эффект: она краснеет, будучи подсвеченной рассеянным в атмосфере Земли светом.
«Суперлунием» называют астрономическое явление, при котором момент прохождения Луной перигея совпадает с её полной фазой — полнолуние совпадает с максимальным приближением к Земле, в результате чего на Земле угловой размер диска Луны и яркость его свечения больше обычного. Менее распространён термин «микролуние», когда Луна в полной фазе находится в апогее, то есть дальше всего от Земли. Для земного наблюдателя угловой размер диска Луны в момент «суперлуния» больше на 14 % чем в момент «микролуния», а яркость выше на 30 %.

## Селенология

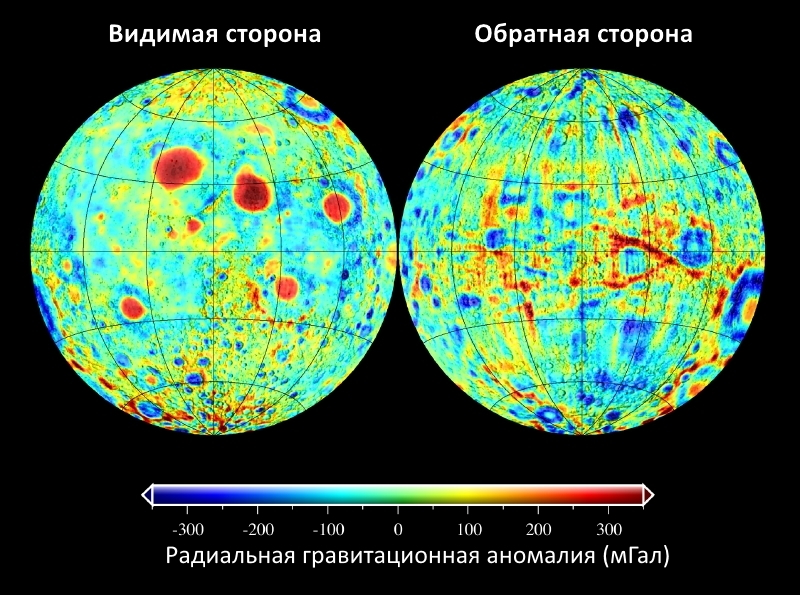
Радиальная гравитационная аномалия на поверхности Луны

Благодаря её размеру и составу Луну иногда относят к планетам земной группы наряду с Меркурием, Венерой, Землёй и Марсом. Изучая геологическое строение Луны, можно многое узнать о строении и развитии Земли.
Толщина коры Луны в среднем составляет 68 км, изменяясь от 0 км под лунным морем Кризисов до 107 км в северной части кратера Королёва на обратной стороне. Под корой находится мантия и, возможно, малое ядро из сернистого железа (радиусом приблизительно 340 км и массой, составляющей 2 % массы Луны). Любопытно, что центр масс Луны располагается примерно в 2 км от геометрического центра по направлению к Земле. По результатам миссии «Кагуя» было установлено, что в Море Москвы толщина коры наименьшая для всей Луны — почти 0 метров под слоем базальтовой лавы толщиной 600 метров.
Измерения скорости спутников «Лунар Орбитер» позволили создать гравитационную карту Луны. С её помощью были обнаружены уникальные лунные объекты, названные масконами (от англ. mass concentration) — это массы вещества повышенной плотности.
Луна не имеет магнитного поля, хотя некоторые из горных пород на её поверхности проявляют остаточный магнетизм, что указывает на возможность существования магнитного поля Луны на ранних стадиях развития.
Не имеющая ни атмосферы, ни магнитного поля, поверхность Луны подвержена непосредственному воздействию солнечного ветра. В течение 4 млрд лет ионы водорода из солнечного ветра внедрялись в реголит Луны. Таким образом, образцы реголита, доставленные миссиями «Аполлон», оказались очень ценными для исследования солнечного ветра.

### Пещеры

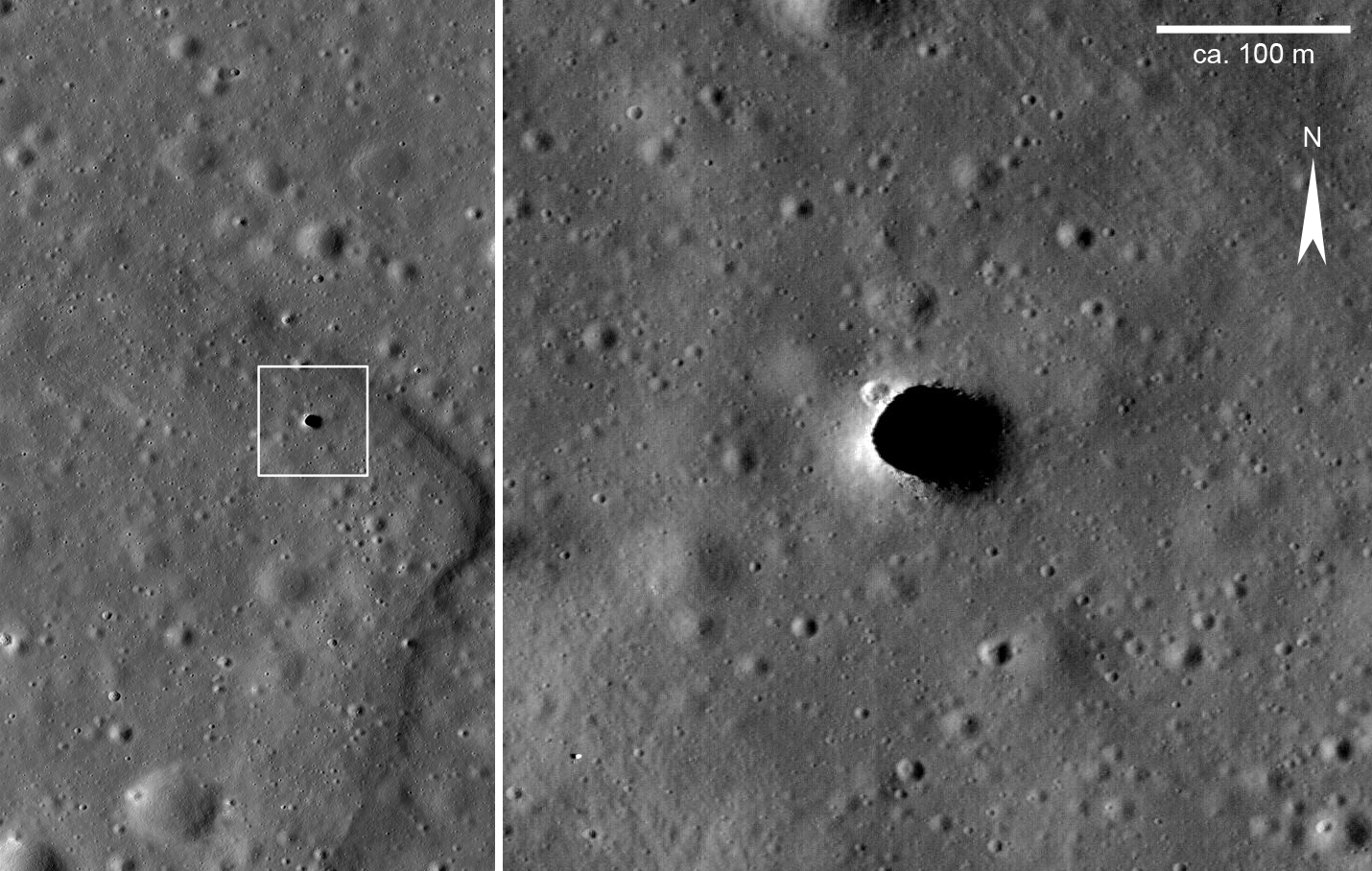
Провал в области холмов Мариуса

В 2009 году японский зонд Кагуя обнаружил отверстие в поверхности Луны, расположенное недалеко от вулканического плато холмы Мариуса, предположительно ведущее в тоннель под поверхностью. Диаметр отверстия составляет около 65 метров, а глубину оценивают в 80 метров.
Учёные считают, что такие тоннели могут быть лавовыми трубками, которые возникли в период вулканической активности на Луне. Эту версию подтверждает наличие на поверхности спутника извилистых борозд — вероятных русел лавовых рек. Подобные тоннели могут послужить для колонизации, благодаря защите от солнечной радиации и замкнутости пространства, в котором проще поддерживать условия жизнеобеспечения. Похожие отверстия есть и на Марсе.

### Сейсмология
Оставленные на Луне экспедициями «Аполлон-12», «Аполлон-14», «Аполлон-15» и «Аполлон-16» четыре сейсмографа показали наличие сейсмической активности. Исходя из последних расчётов учёных, лунное ядро состоит главным образом из раскалённого железа. Из-за отсутствия воды колебания лунной поверхности продолжительны по времени, могут длиться более часа.
Лунотрясения можно разделить на четыре группы:
- приливные, случаются дважды в месяц, вызваны воздействием приливных сил Солнца и Земли;
- тектонические — нерегулярные, вызваны подвижками в грунте Луны;
- метеоритные — из-за падения метеоритов;
- термальные — их причиной служит резкий нагрев лунной поверхности с восходом Солнца.

Наибольшую опасность для возможных обитаемых станций представляют тектонические лунотрясения. Сейсмографами НАСА за 5 лет исследований было зарегистрировано 28 подобных лунотрясений. Некоторые из них достигают магнитуды 5,5 и длятся более 10 минут. Для сравнения: на Земле подобные землетрясения длятся не более 2 минут.

### Наличие воды
Впервые сведения об обнаружении воды на Луне были опубликованы в 1978 году советскими исследователями в журнале «Геохимия». Факт был установлен в результате анализа образцов, доставленных зондом «Луна-24» в 1976 году. Количество найденной в образце воды составило 0,1 %.
В 2008 году группа американских геологов из Института Карнеги и Университета Брауна обнаружила в образцах грунта Луны следы воды, в большом количестве выделявшейся из недр спутника на ранних этапах его существования. Позднее бо́льшая часть этой воды испарилась в космос.
Российские учёные с помощью созданного ими прибора LEND, установленного на зонде LRO, выявили участки Луны, наиболее богатые водородом. На основании этих данных НАСА выбрало место для проведения бомбардировки Луны зондом LCROSS. После проведения эксперимента, 13 ноября 2009 года НАСА сообщило об обнаружении в кратере Кабео в районе южного полюса воды в виде льда.
Согласно данным, переданным радаром Mini-SAR, установленным на индийском лунном аппарате Чандраян-1, всего в регионе северного полюса обнаружено не менее 600 млн тонн воды, большая часть которой находится в виде ледяных глыб, покоящихся на дне лунных кратеров. Всего вода была обнаружена в более чем 40 кратерах, диаметр которых варьирует от 2 до 15 км. Сейчас у учёных уже нет никаких сомнений в том, что найденный лёд — водный.

## Химия пород
Состав лунного грунта существенно отличается в морских и материковых районах Луны. В лунных породах мало воды. Луна также обеднена железом и летучими компонентами. Лунный грунт имеет запах гари и отстрелянных пистонов.

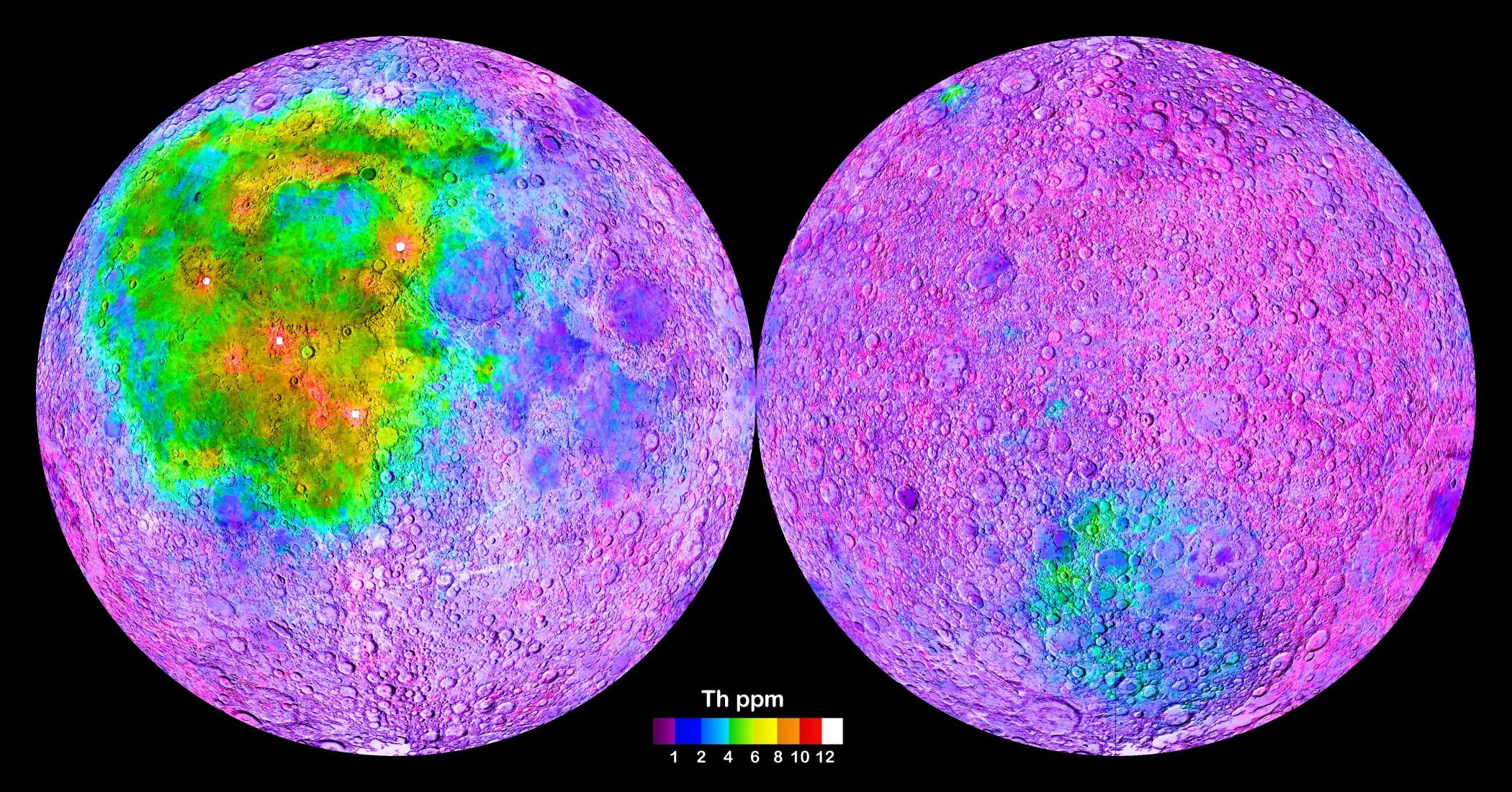
Карта концентрации тория на поверхности Луны согласно данным Lunar Prospector

| Элементы | Доставлен «Луной-20» | Доставлен «Луной-16» |
| -------- | -------------------- | -------------------- |
| Si       | 20,0                 | 20,0                 |
| Ti       | 0,28                 | 1,9                  |
| Al       | 12,5                 | 8,7                  |
| Cr       | 0,11                 | 0,20                 |
| Fe       | 5,1                  | 13,7                 |
| Mg       | 5,7                  | 5,3                  |
| Ca       | 10,3                 | 9,2                  |
| Na       | 0,26                 | 0,32                 |
| K        | 0,05                 | 0,12                 |

В лунном реголите также очень много кислорода, входящего в состав оксидов, причём самым распространённым из последних является диоксид кремния— 42,8 %. АМС «Луна-20» доставила грунт из материкового района, «Луна-16» из морского.

## Селенография

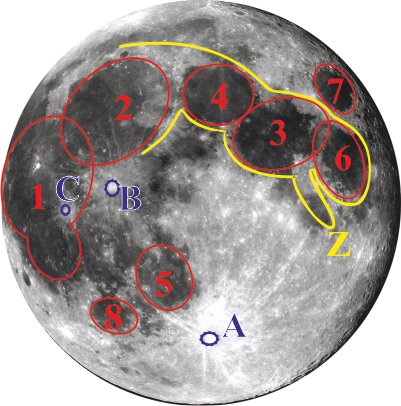
Основные детали на лунном диске, видимые невооружённым глазом: Z — «лунный заяц», A — кратер Тихо, B — кратер Коперник, C — кратер Кеплер, 1 — Океан Бурь, 2 — Море Дождей, 3 — Море Спокойствия, 4 — Море Ясности, 5 — Море Облаков, 6 — Море Изобилия, 7 — Море Кризисов, 8 — Море Влажности

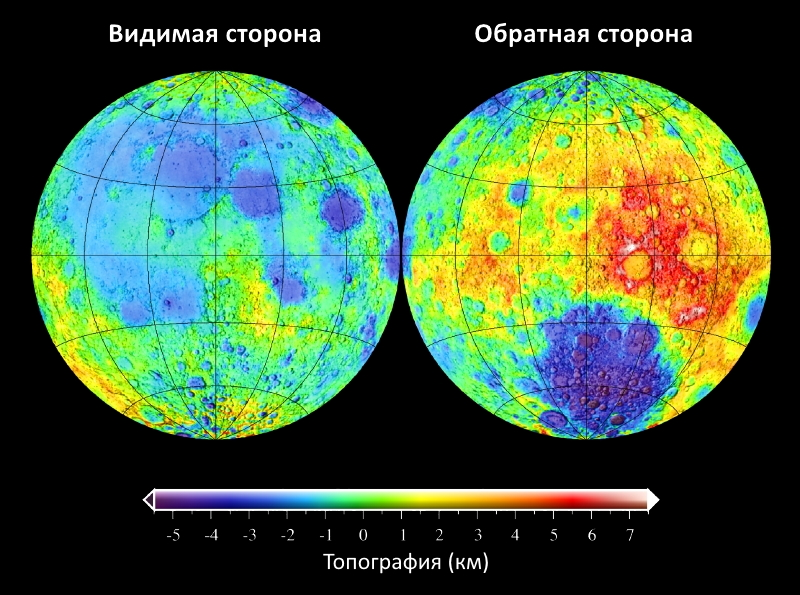
Топография Луны, высота поверхности относительно лунного геоида. Видимая с Земли сторона — слева

Поверхность Луны можно разделить на два типа:
1. очень старая гористая местность («лунные материки»),
2. относительно гладкие и более молодые лунные моря.

Лунные «моря», которые составляют приблизительно 16 % всей поверхности Луны, — это огромные кратеры, возникшие в результате столкновений с небесными телами, которые были позже затоплены жидкой лавой. Бо́льшая часть поверхности покрыта реголитом. Из-за влияния гравитационного момента при формировании Луны её «моря́», под которыми лунными зондами обнаружены более плотные, тяжёлые породы, сконцентрированы на обращённой к Земле стороне спутника.
Большинство кратеров на обращённой к Земле стороне названо по имени знаменитых людей в истории науки, таких как Тихо Браге, Коперник и Птолемей. Детали рельефа на обратной стороне имеют более современные названия типа Аполлон, Гагарин и Королёв. На обратной стороне Луны расположена огромная впадина Бассейн Южный полюс — Эйткен диаметром 2250 км и глубиной 12 км — это самый большой бассейн в Солнечной системе, появившийся в результате столкновения. Море Восточное в западной части видимой стороны (его можно видеть с Земли) является отличным примером многокольцевого кратера.
Также выделяют второстепенные детали лунного рельефа — купола, хребты, борозды — узкие извилистые долиноподобные понижения рельефа.

### Происхождение кратеров

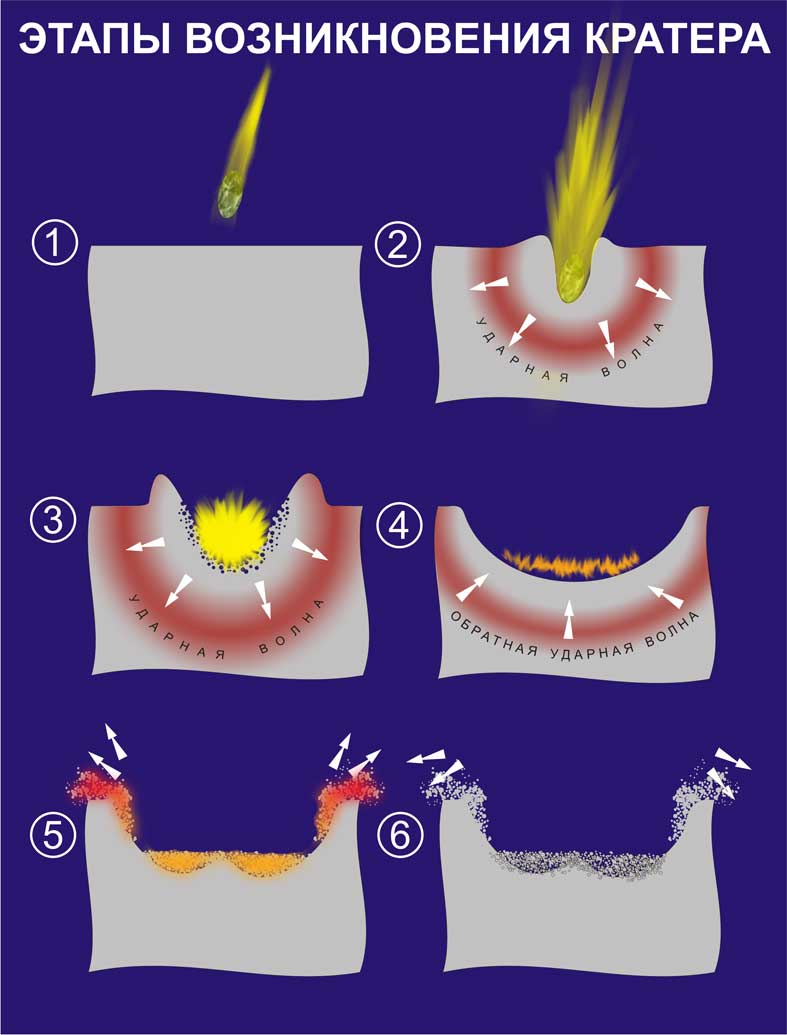
Ударный кратер — углубление, появившееся на поверхности космического тела в результате падения другого тела меньшего размера

Попытки объяснить происхождение кратеров на Луне начались с конца 1780-х годов. Основных гипотез было две — вулканическая и метеоритная. Предтечей обеих гипотез можно считать и Роберта Гука, который в 1667 году производил моделирующие опыты. В одном из них он бросал горошины в жидкую глину, в другом — кипятил масло и наблюдал за его поверхностью.
Согласно постулатам вулканической теории, выдвинутой в 1780-х годах немецким астрономом Иоганном Шрётером, лунные кратеры были образованы вследствие мощных извержений на поверхности. Но в 1824 году также немецкий астроном Франц фон Груйтуйзен сформулировал метеоритную теорию, согласно которой при столкновении небесного тела с Луной происходит продавливание поверхности спутника и образование кратера.
До 1920-х годов против метеоритной гипотезы выдвигали тот факт, что кратеры имеют круглую форму, хотя косых ударов по поверхности должно быть больше, чем прямых, а значит при метеоритном происхождении кратеры должны иметь форму эллипса. Однако в 1924 году новозеландский учёный Чарльз Джиффорд впервые дал качественное описание удара о поверхность планеты метеорита, двигающегося с космической скоростью. Получалось, что при таком ударе бо́льшая часть метеорита испаряется вместе с породой на месте удара, и форма кратера не зависит от угла падения. Также в пользу метеоритной гипотезы говорит то, что совпадает зависимость количества лунных кратеров от их диаметра и зависимость количества метеорных тел от их размера. В 1937 году эту теорию привёл к обобщённому научному виду советский студент Кирилл Станюкович, впоследствии ставший доктором наук и профессором. «Взрывная теория» разрабатывалась им самим и группой учёных с 1947 года по 1960 год, а дорабатывалась, в дальнейшем, и другими исследователями.
Полёты к спутнику Земли с 1964 года, совершённые американскими аппаратами «Рейнджер», а также открытие кратеров на других планетах Солнечной системы (Марс, Меркурий, Венера), подвели итог этому вековому спору о происхождении кратеров на Луне. Дело в том, что открытые вулканические кратеры (например, на Венере) сильно отличаются от лунных, схожих с кратерами на Меркурии, которые, в свою очередь, были образованы ударами небесных тел. Поэтому метеоритная теория ныне считается общепринятой.

### «Моря»
Лунные моря представляют собой обширные, залитые некогда базальтовой лавой низины. Изначально данные образования считали обычными морями. Впоследствии, когда это было опровергнуто, менять название не стали. Лунные моря занимают около 40 % видимой площади Луны.

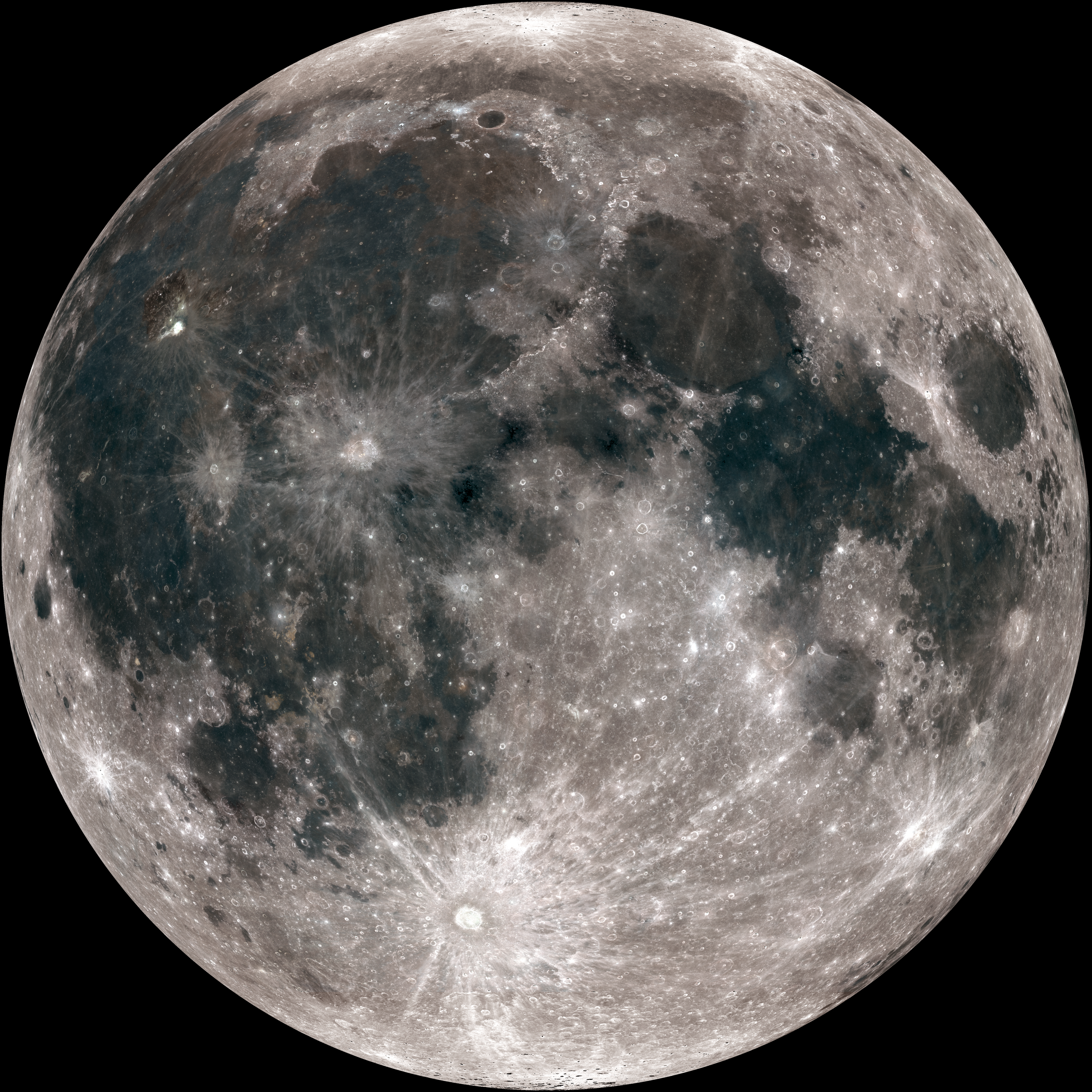
Видимая сторона Луны (мозаика снимков КА «Lunar Reconnaissance Orbiter»

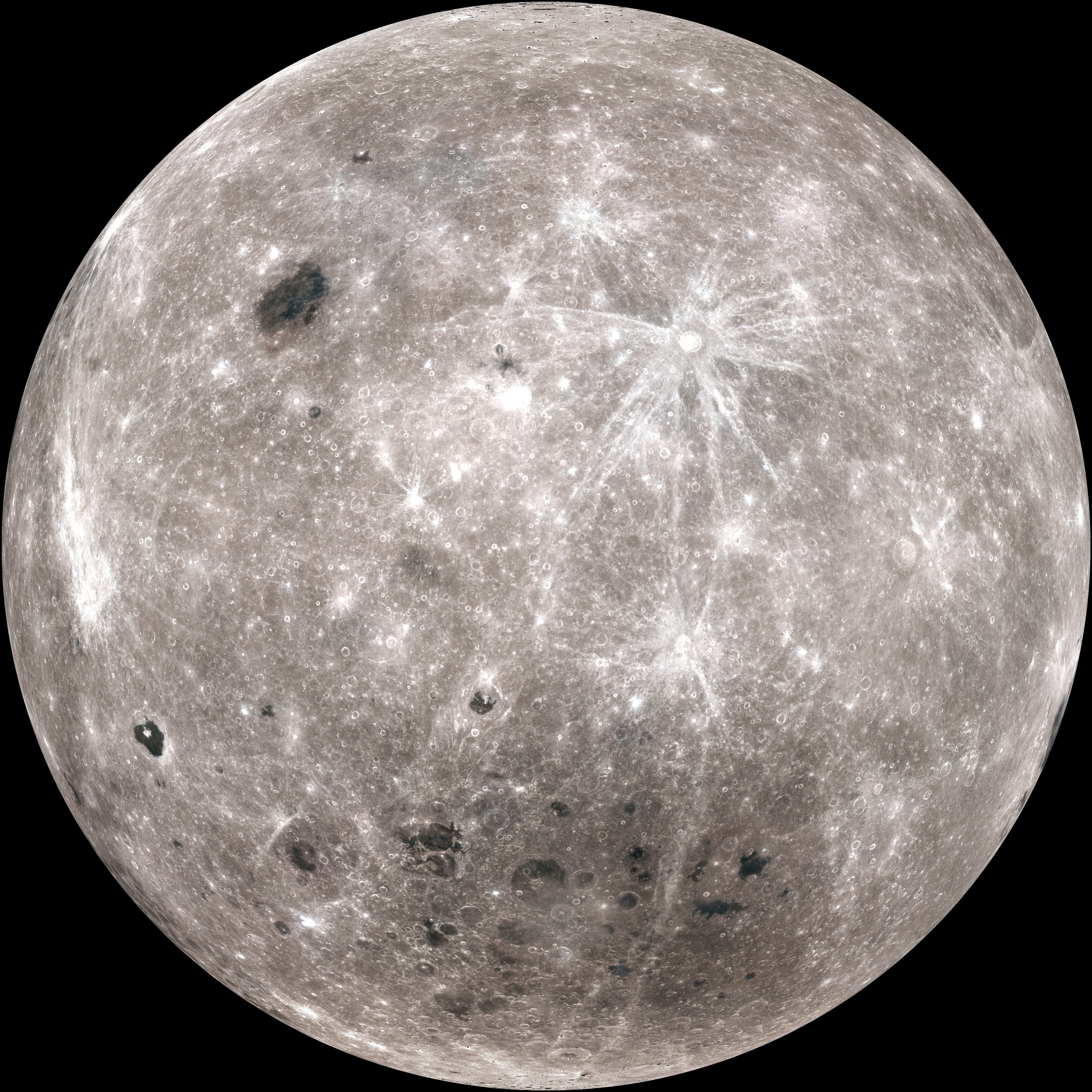
Обратная сторона Луны по данным LRO

|    | Русское название           | Международное название | Сторона Луны |
| -- | -------------------------- | ---------------------- | ------------ |
| 1  | Океан Бурь                 | Oceanus Procellarum    | видимая      |
| 2  | Залив Зноя (Волнений)      | Sinus Aestuum          | видимая      |
| 3  | Залив Радуги               | Sinus Iridum           | видимая      |
| 4  | Залив Росы                 | Sinus Roris            | видимая      |
| 5  | Залив Центральный          | Sinus Medium           | видимая      |
| 6  | Море Влажности             | Mare Humorum           | видимая      |
| 7  | Море Восточное             | Mare Orientalis        | видимая      |
| 8  | Море Дождей                | Mare Imbrium           | видимая      |
| 9  | Море Плодородия (Изобилия) | Mare Foecunditatis     | видимая      |
| 10 | Море Краевое               | Mare Marginis          | видимая      |
| 11 | Море Кризисов (Опасностей) | Mare Crisium           | видимая      |
| 12 | Море Мечты                 | Mare Ingenii           | обратная     |
| 13 | Море Москвы                | Mare Mosquae           | обратная     |
| 14 | Море Нектара               | Mare Nectaris          | видимая      |
| 15 | Море Облаков               | Mare Nubium            | видимая      |
| 16 | Море Паров                 | Mare Vaporum           | видимая      |
| 17 | Море Пены                  | Mare Spumans           | видимая      |
| 18 | Море Смита                 | Mare Smythii           | видимая      |
| 19 | Море Спокойствия           | Mare Tranquillitatis   | видимая      |
| 20 | Море Холода                | Mare Frigorum          | видимая      |
| 21 | Море Южное                 | Mare Australe          | видимая      |
| 22 | Море Ясности               | Mare Serenitatis       | видимая      |

### Внутренняя структура

Внутреннее строение Луны

Луна — дифференцированное тело, она имеет геохимически различную кору, мантию и ядро. Оболочка внутреннего ядра богата железом, она имеет радиус 240 км, жидкое внешнее ядро состоит в основном из жидкого железа с радиусом примерно 300—330 километров. Вокруг ядра находится частично расплавленный пограничный слой с радиусом около 480—500 километров. Эта структура, как полагают, появилась в результате фракционной кристаллизации из глобального океана магмы вскоре после образования Луны 4,5 миллиарда лет назад. Лунная кора имеет в среднем толщину около 50 км.
Луна — второй по плотности спутник в Солнечной системе после Ио. Однако внутреннее ядро Луны мало́, его радиус около 350 км; это только ~20 % от радиуса Луны, в отличие от ~50 % у большинства других землеподобных тел.

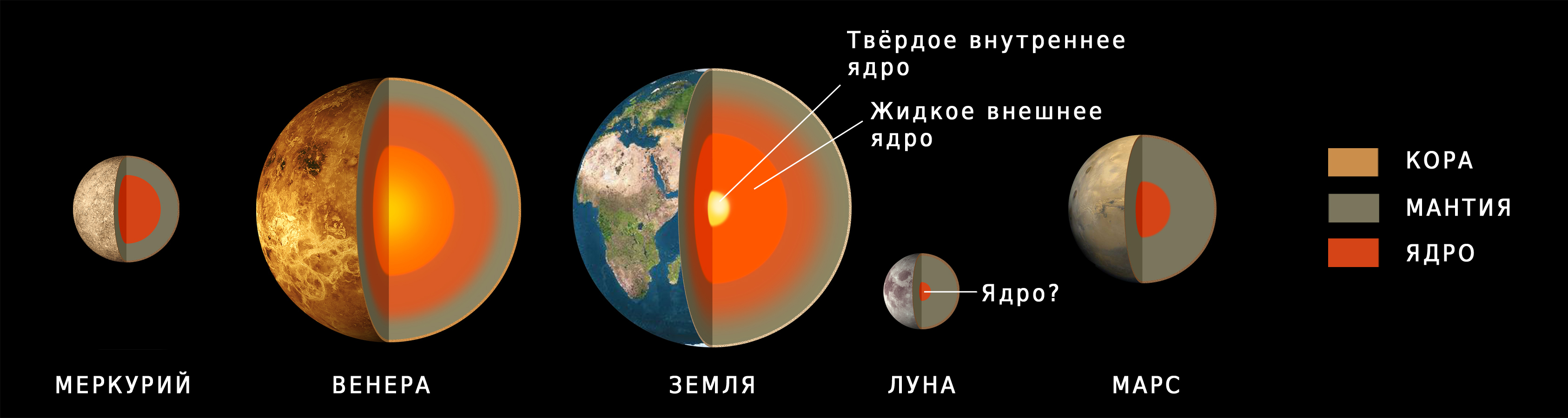
Сравнение строения Луны и планет земной группы

## Карта
Лунный ландшафт своеобразен и уникален. Луна вся покрыта кратерами разного размера — от микроскопических до сотен километров в диаметре. Долгое время учёные не могли получить сведений об обратной стороне Луны. Это стало возможным лишь с появлением космических аппаратов. Сейчас уже созданы очень подробные карты обоих полушарий спутника. Подробные лунные карты составляют для того, чтобы в будущем подготовиться к высадке и колонизации человеком Луны — удачного расположения лунных баз, телескопов, транспорта, поиска полезных ископаемых и т. п.

## Происхождение

Эволюция лунной орбиты за последние 4,5 миллиарда лет

Первую научную теорию возникновения Луны выдвинул в 1878 году британский астроном Джордж Говард Дарвин. Согласно этой теории, Луна отделилась от Земли в виде магматического сгустка под действием центробежных сил. Альтернативная «теория захвата» предполагала существование Луны как отдельной планетезимали, захваченной гравитационным полем Земли. Теория совместного формирования предполагает одновременное формирование Земли и Луны из единого массива мелких обломков породы. Анализ грунта, доставленного миссией «Аполлон», показал, что лунный грунт по составу значительно отличается от земного. Кроме того, современные компьютерные модели показали нереальность отделения от Земли массивного тела под действием центробежных сил. Таким образом, ни одна из трёх первоначальных теорий не выдерживает критики.
В 1984 году на Гавайской конференции по планетологии была коллективно выдвинута теория возникновения Луны, получившая название теории Гигантского столкновения. Теория утверждает, что Луна возникла 4,6 млрд лет назад после столкновения Земли с гипотетическим небесным телом, получившим название Тейа. Удар пришёлся не по центру, а под углом (почти по касательной). В результате большая часть вещества ударившегося объекта и часть вещества земной мантии были выброшены на околоземную орбиту. Из этих обломков собралась прото-Луна и стала обращаться по орбите с радиусом около 60 000 км (сейчас ~384 тыс. км). Земля в результате удара получила резкий прирост скорости вращения (один оборот за 5 часов) и заметный наклон оси вращения. Хотя у этой теории тоже есть недостатки, в настоящее время она считается основной.
Подтверждением теории столкновения планет по касательной можно указать:
- диаметр мантии Луны составляет 80 % от общего диаметра. Обычно у подобных космических тел он составляет 50 %;
- мантия Луны преимущественно содержит каменные породы.

По оценкам, основанным на содержании стабильного радиогенного изотопа вольфрама-182 (возникающего при распаде относительно короткоживущего гафния-182) в образцах лунного грунта, в 2005 году учёные-минералоги из Германии и Великобритании определили возраст разделения на силикатную и металлическую оболочки в 4 млрд 527 млн лет (± 10 млн лет), в 2011 году её возраст был определён в 4,36 млрд лет (± 3 млн лет), в 2015 году — в 4,47 миллиарда лет, а в 2017 году — в 4,51 млрд лет.
В 2020 году учёные определили возраст Луны как 4,425 млрд лет ±25 млн лет. В зависимости от того, берутся ли возрасты отдельных зёрен циркона или образцов цельных пород, оценки учёных разнятся от 4,35 до 4,51 млрд лет назад. Исследование, вышедшее в декабре 2024 года, дало оценку в диапазоне 4,43-4,53 млрд лет.

## Исследование

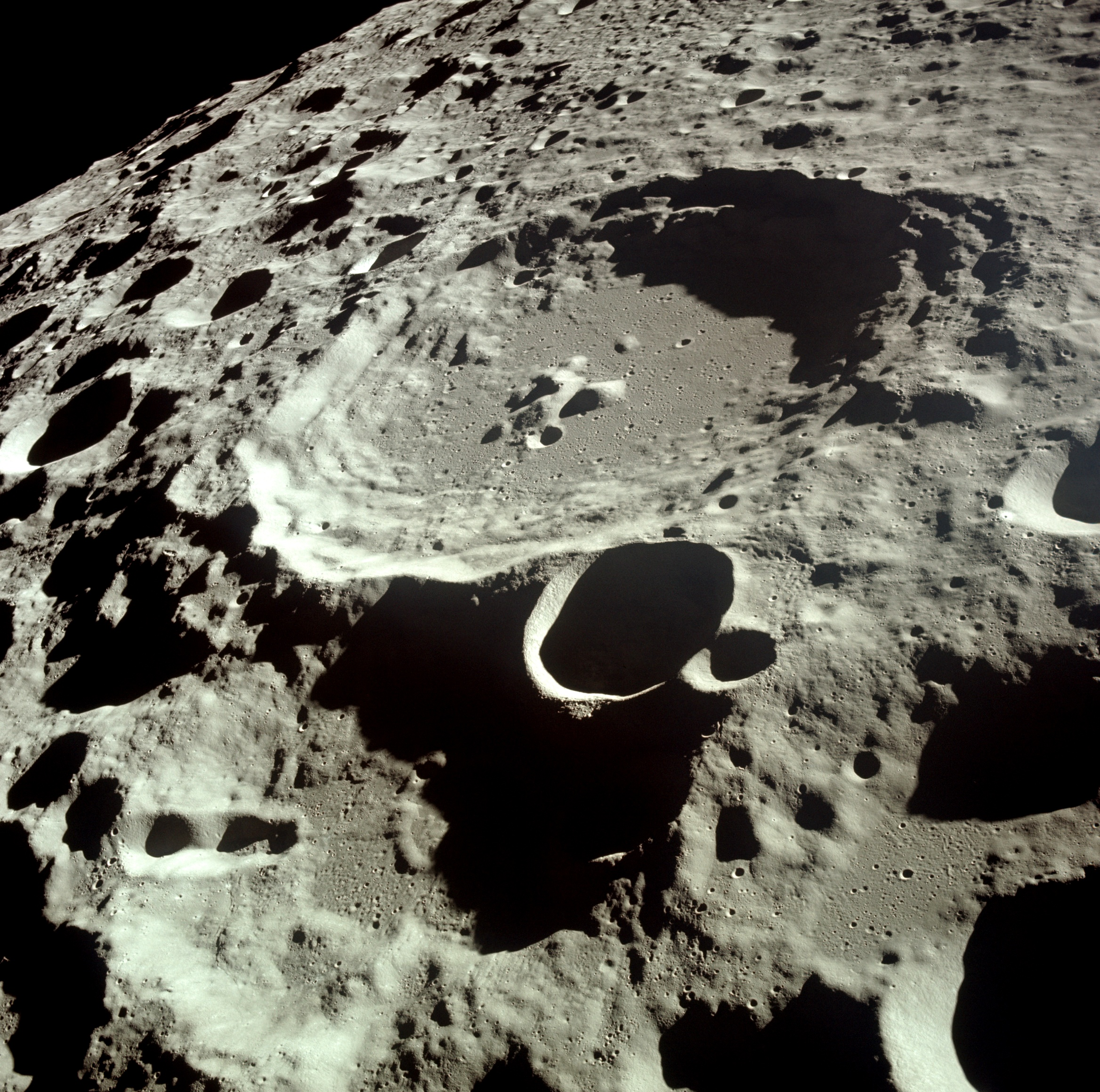
Кратер Дедал, диаметр: 93 км, глубина: 3 км (фото НАСА)

Луна привлекала внимание людей с древних времён. Уже во II в. до н. э. Гиппарх исследовал движение Луны по звёздному небу, определив наклон лунной орбиты относительно эклиптики, размеры Луны и расстояние от Земли, а также выявил ряд особенностей движения. В III в. до н. э. Аристарх Самосский использовал длительность лунного затмения для вычисления диаметра Луны. По его расчётам, диаметр Луны равен четверти диаметра Земли — то есть примерно 3700 км, что практически идеально совпадает с реальным значением.
Изобретение телескопов позволило различить более мелкие детали рельефа Луны. Одну из первых лунных карт составил Джованни Риччиоли в 1651 году, он же дал названия крупным тёмным областям, именовав их «морями», чем мы и пользуемся до сих пор. Эти топонимы отражали давнее представление, будто погода на Луне схожа с земной, и тёмные участки якобы были заполнены лунной водой, а светлые считались сушей. Тем не менее в 1753 году хорватский астроном Руджер Бошкович доказал, что Луна не имеет атмосферы. Дело в том, что при покрытии звёзд Луной те исчезают мгновенно, но если бы у Луны была атмосфера, то звёзды бы гасли постепенно, а без атмосферы на поверхности Луны не может быть жидкой воды, так как она мгновенно бы испарилась.
С лёгкой руки того же Джованни Риччиоли кратерам стали давать имена известных учёных: от Платона, Аристотеля и Архимеда до Вернадского, Циолковского и Павлова.
Новым этапом исследования Луны стало применение фотографии в астрономических наблюдениях, начиная с середины XIX века. Это позволило более детально анализировать поверхность Луны по подробным фотографиям. Такие фотографии были сделаны, в частности, Уорреном де ла Рю (1852) и Льюисом Резерфордом (1865). В 1896—1904 годах Морис Леви, Пьер Пюизё и Шарль Ле Морван издали детальный «Фотографический атлас Луны».

### Исследования при помощи космических аппаратов
С началом космической эры количество наших знаний о Луне значительно увеличилось. Стал известен состав лунного грунта, учёные получили его образцы, составлена карта обратной стороны.

Почтовый конверт, посвящённый полёту станции «Луна-3», впервые сфотографировавшей обратную сторону Луны

Впервые Луны достигла советская межпланетная станция «Луна-2» 13 сентября 1959 года.
Впервые удалось заглянуть на обратную сторону Луны в 1959 году, когда советская станция «Луна-3» пролетела над ней и сфотографировала невидимую с Земли часть её поверхности. 
Первую мягкую посадку на поверхность Луны осуществила 3 февраля 1966 года советская межпланетная станция «Луна-9». 
Первым искусственным спутником Луны стала в 1966 году советская станция «Луна-10».
Первый облёт вокруг Луны с возвращением на Землю выполнил советский беспилотный космический корабль «Зонд-5» в 1968 году. На его борту находились черепахи и насекомые, ставшие первыми живыми существами, совершившими межпланетный рейc к Луне и успешно возвратившимися на Землю.

#### Пилотируемые полёты

«Аполлон-16» на Луне

В начале 1960-х годов было очевидно, что в освоении космоса США отстают от СССР. Дж. Кеннеди заявил — высадка человека на Луну состоится до 1970 года. Для подготовки к пилотируемому полёту НАСА выполнило несколько космических программ: «Рейнджер» (1961—1965) — фотографирование поверхности, «Сервейер» (1966—1968) — мягкая посадка и съёмки местности и «Лунар орбитер» (1966—1967) — детальное изображение поверхности Луны. В 1965—1966 годах существовал проект НАСА MOON-BLINK по исследованию необычных явлений (аномалий) на поверхности Луны. Работы выполнялись Trident Engineering Associates (Аннаполис, штат Мэриленд) в рамках контракта NAS 5-9613 от 1 июня 1965 года с Goddard Space Flight Center (Гринбелт, штат Мэриленд).
Американская программа пилотируемого полёта на Луну называлась «Аполлон». Первая посадка произошла 20 июля 1969 года; последняя — в декабре 1972 года, первым человеком, ступившим 21 июля 1969 года на поверхность Луны, стал американец Нил Армстронг, вторым — Эдвин Олдрин; третий член экипажа Майкл Коллинз оставался в орбитальном модуле.
В декабре 1972 года астронавты «Аполлона-17» капитан Джин Сернан и д-р Харрисон Шмитт стали последними (на сегодняшний день) людьми, высадившимися на Луну.
Таким образом, Луна — единственное небесное тело, на котором побывал человек; и первое небесное тело, образцы которого были доставлены на Землю (США доставили 380 килограммов, СССР — 324 грамма лунного грунта).

#### Луноходы
СССР проводил исследования на поверхности Луны с помощью двух радиоуправляемых самоходных аппаратов: «Луноход-1», запущенный к Луне в ноябре 1970 года, и «Луноход-2» — в январе 1973 года. «Луноход-1» работал 10,5 земных месяцев, «Луноход-2» — 4,5 земных месяцев (то есть 5 лунных дней и 4 лунные ночи), за которые прошёл 42,1 км (до 28 июля 2014 года это расстояние оставалось рекордным для внеземных (созданных людьми) аппаратов, пока его не побил марсоход «Оппортьюнити», прошедший 45,16 км). Оба аппарата собрали и передали на Землю большое количество данных о лунном грунте и множество фотоснимков деталей и панорам лунного рельефа.

#### Последующее изучение
После того как в августе 1976 года советская станция «Луна-24» доставила на Землю образцы лунного грунта, следующий аппарат — японский спутник «Hiten» — полетел к Луне лишь в 1990 году. Далее были запущены два американских космических аппарата — Clementine в 1994 году и Lunar Prospector в 1998 году.
Европейское космическое агентство 28 сентября 2003 года запустило свою первую автоматическую межпланетную станцию (АМС) «Смарт-1». 14 сентября 2007 года Япония запустила вторую АМС для исследования Луны «Кагуя». А 24 октября 2007 года в лунную гонку вступила и КНР — был запущен первый китайский спутник Луны «Чанъэ-1». С помощью этой и следующей станций учёные создают объёмную карту лунной поверхности, что в будущем может поспособствовать амбициозному проекту колонизации Луны. 22 октября 2008 года была запущена первая индийская АМС «Чандраян-1». В 2010 году Китай запустил вторую АМС «Чанъэ-2».

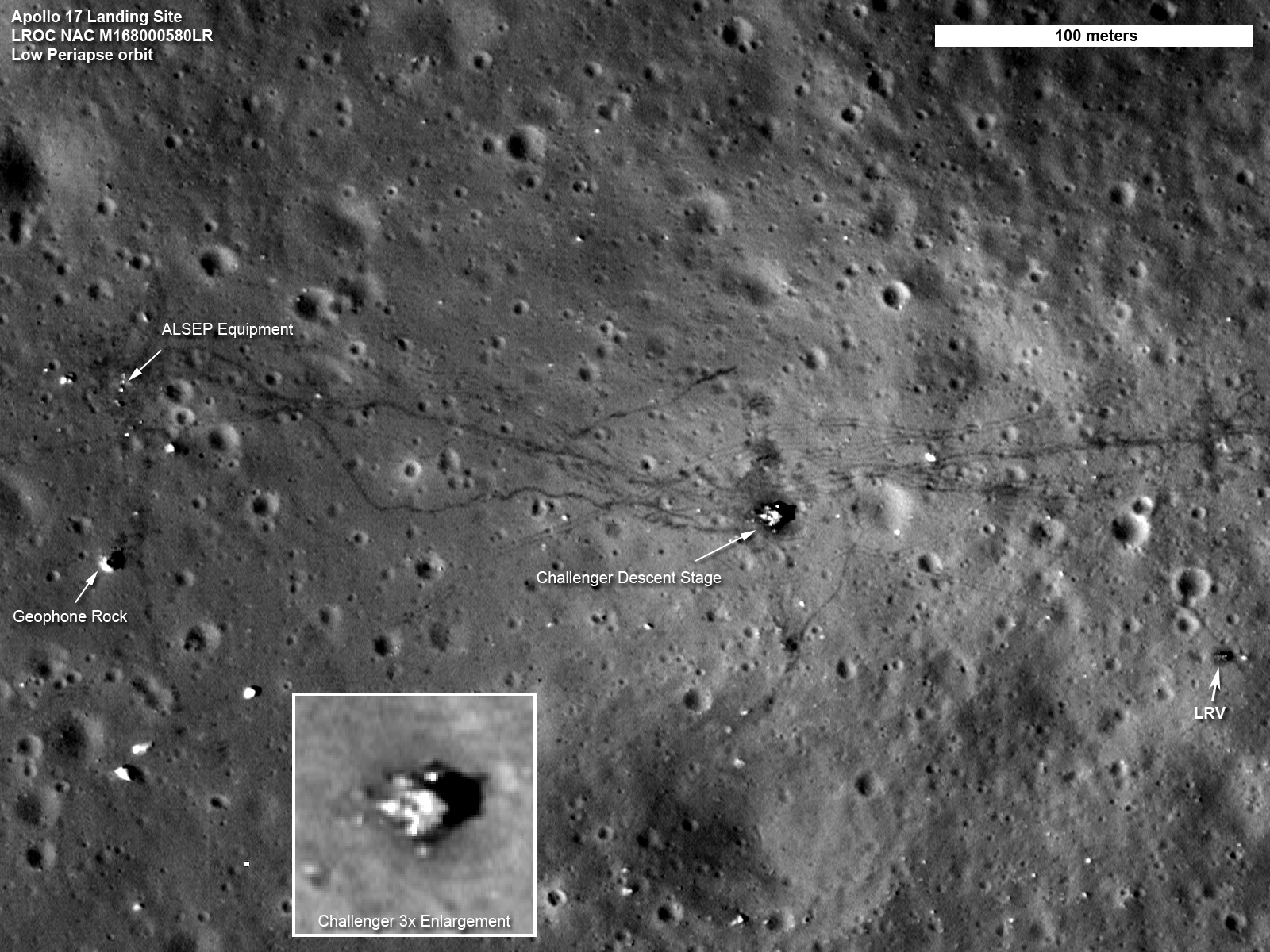
Место посадки экспедиции «Аполлон-17». Видны: спускаемый модуль, исследовательское оборудование ALSEP, следы колёс автомобиля и пешие следы космонавтов. Снимок КА LRO, 4 сентября 2011 года

18 июня 2009 года НАСА были запущены лунные орбитальные зонды — Lunar Reconnaissance Orbiter (LRO) и Lunar Crater Observation and Sensing Satellite (LCROSS). Спутники предназначены для сбора информации о лунной поверхности, поиска воды и подходящих мест для будущих лунных экспедиций. К сорокалетию полёта «Аполлона-11» автоматическая межпланетная станция LRO выполнила специальное задание — провела съёмку районов посадок лунных модулей земных экспедиций. В период с 11 по 15 июля LRO сделала и передала на Землю первые в истории детальные орбитальные снимки самих лунных модулей, посадочных площадок, элементов оборудования, оставленных экспедициями на поверхности, и даже следов тележки, ровера и самих землян. За это время были отсняты 5 из 6 мест посадок: экспедиции «Аполлон-11», «-14», «-15», «-16», «-17». Позднее КА LRO выполнил ещё более подробные снимки поверхности, где ясно видно не только посадочные модули и аппаратуру со следами лунного автомобиля, но и пешие следы самих космонавтов. 9 октября 2009 космический аппарат LCROSS и разгонный блок «Центавр» совершили запланированное падение на поверхность Луны в кратер Кабеус, расположенный примерно в 100 км от южного полюса Луны, а потому постоянно находящийся в глубокой тени. 13 ноября НАСА сообщило о том, что с помощью этого эксперимента на Луне обнаружена вода.
Прилунение в декабре 2013 года китайского лунохода «Юйту» стало первой мягкой посадкой на Луну с 1976 года, после советской АМС «Луна-24». Кроме того, он стал первым за 40 с лишним лет планетоходом, работающим на Луне, а КНР — третьей державой, осуществившей мягкую посадку на Луну, после СССР и США. Спустя 5 лет, 3 января 2019 года, впервые на обратную сторону Луны была совершена мягкая посадка посадочного модуля «Чанъэ-4» со вторым китайским луноходом «Юйту-2». На посадочном модуле провели уникальный биологический эксперимент по выращиванию картофеля, арабидопсиса, рапса, хлопчатника (удалось прорастить лишь хлопчатник) и выведению мух-дрозофил, а также с дрожжами.

#### Частные проекты
В настоящее время к изучению Луны приступают частные компании. Был объявлен всемирный конкурс Google Lunar X PRIZE по созданию небольшого лунохода, в котором участвовали 16 команд из 11 стран, в том числе российская Селеноход. Стартовав в 2010 году, он должен был продлиться до 2017 года, и несмотря на то, что был продлён до 2018, закончился без победителя: ни одного аппарата в рамках конкурса на Луну послано так и не было.
Есть планы по организации космического туризма с полётами вокруг Луны на российских кораблях — сначала на модернизированных «Союзах», а затем на разрабатываемых перспективных универсальных кораблях серии «Орёл».

## Освоение

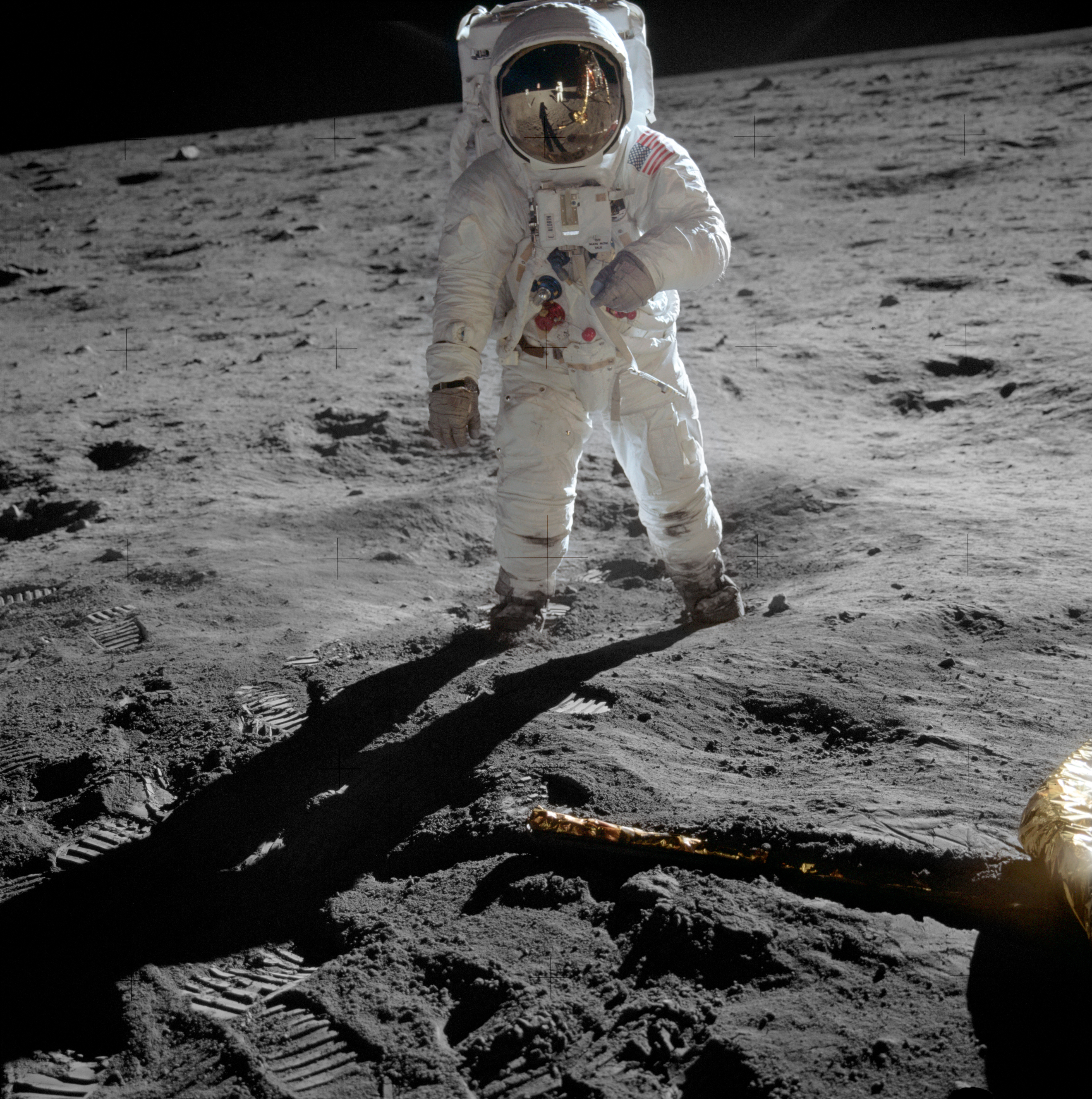
Эдвин Олдрин на Луне, июль 1969 года (фото НАСА)

### Международный правовой статус
Большинство правовых вопросов освоения Луны было разрешено в 1967 году Договором о принципах деятельности государств по исследованию и использованию космического пространства, включая Луну и другие небесные тела. Также юридический статус Луны описывает Соглашение о Луне от 1979 года.

### Колонизация
Луна является самым близким и лучше всего изученным небесным телом и рассматривается как кандидат для места создания человеческой колонии. НАСА разрабатывала космическую программу «Созвездие», в рамках которой должна разрабатываться новая космическая техника и создаваться необходимая инфраструктура для обеспечения полётов нового космического корабля к МКС, а также полётов на Луну, создания постоянной базы на Луне и в перспективе полётов на Марс. Однако, по решению президента США Барака Обамы от 1 февраля 2010 года, финансирование программы в 2011 году было прекращено.
В 2017 году была утверждена программа «Артемида». Согласно плану, в 2025 году экипаж должен отправиться к Луне, в 2026 году — прилуниться. А позже, с 2028 года, посадки на спутник должны осуществляться ежегодно.
Российские учёные определили 14 наиболее вероятных точек прилунения. Каждое из мест посадки имеет размеры 30×60 км. Будущие лунные базы находятся на стадии эксперимента — в частности, уже проведены первые успешные испытания самозалатывания космических аппаратов в случае попадания в них метеоритов. В будущем Россия собирается применить на полюсах Луны криогенное (низкотемпературное) бурение для доставки на Землю грунта с вкраплениями летучих органических веществ. Данный метод позволит органическим соединениям, которые заморожены на реголите, не испаряться.

### Сомнительные сделки
Существуют компании, якобы продающие участки на Луне. За определённую плату покупатель получает сертификат о «праве собственности» на некоторую площадь поверхности Луны. Есть мнение, что сейчас сертификаты такого рода не имеют юридической силы из-за нарушения условий Договора о принципах деятельности государств по исследованию и использованию космического пространства 1967 года (запрет на «национальное присвоение» космического пространства, в том числе Луны, согласно статье II Договора). Этот Договор оговаривает лишь деятельность государств, не касаясь деятельности физических лиц, чем и воспользовались в данном случае организации.

## Иллюзия Луны

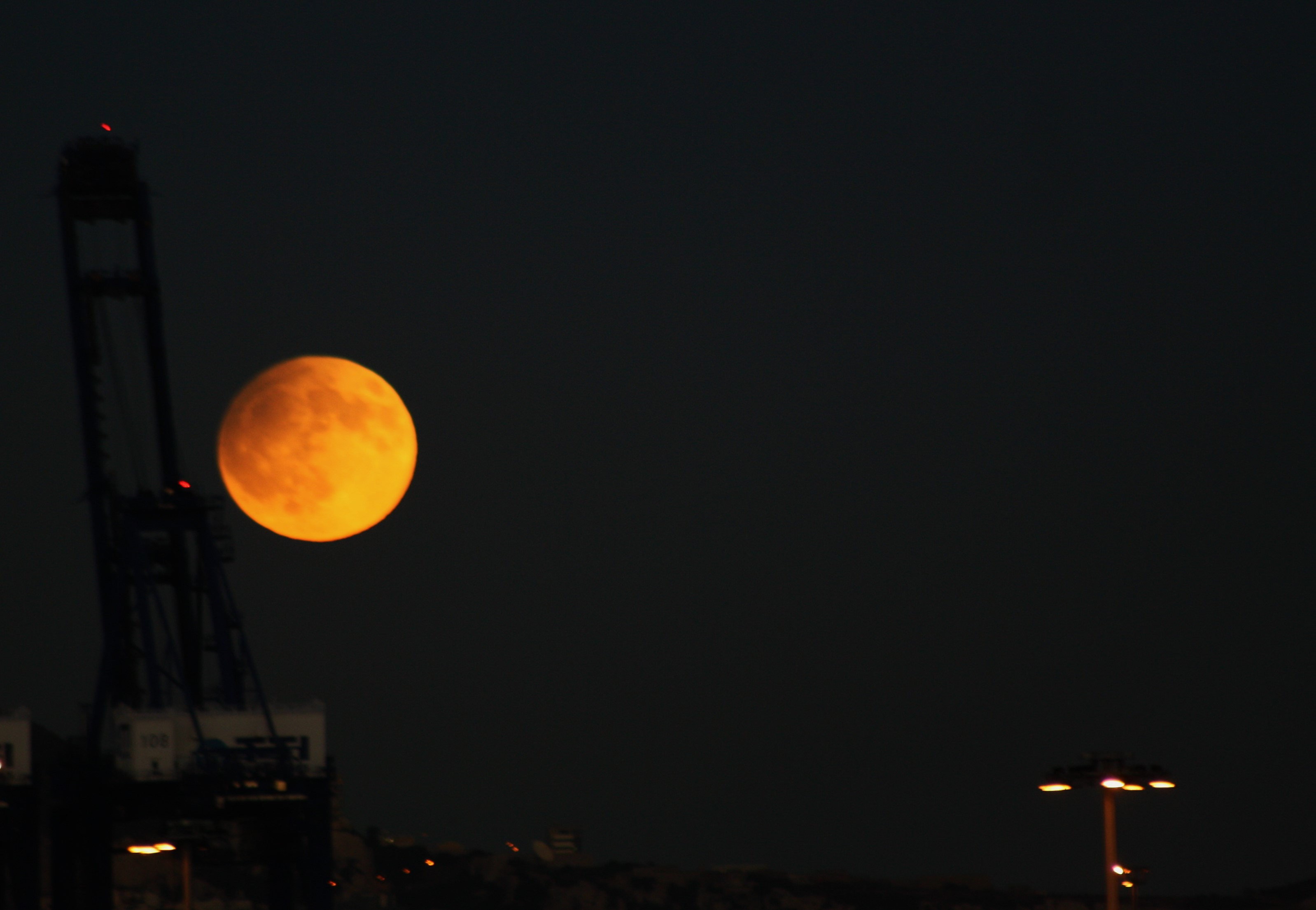

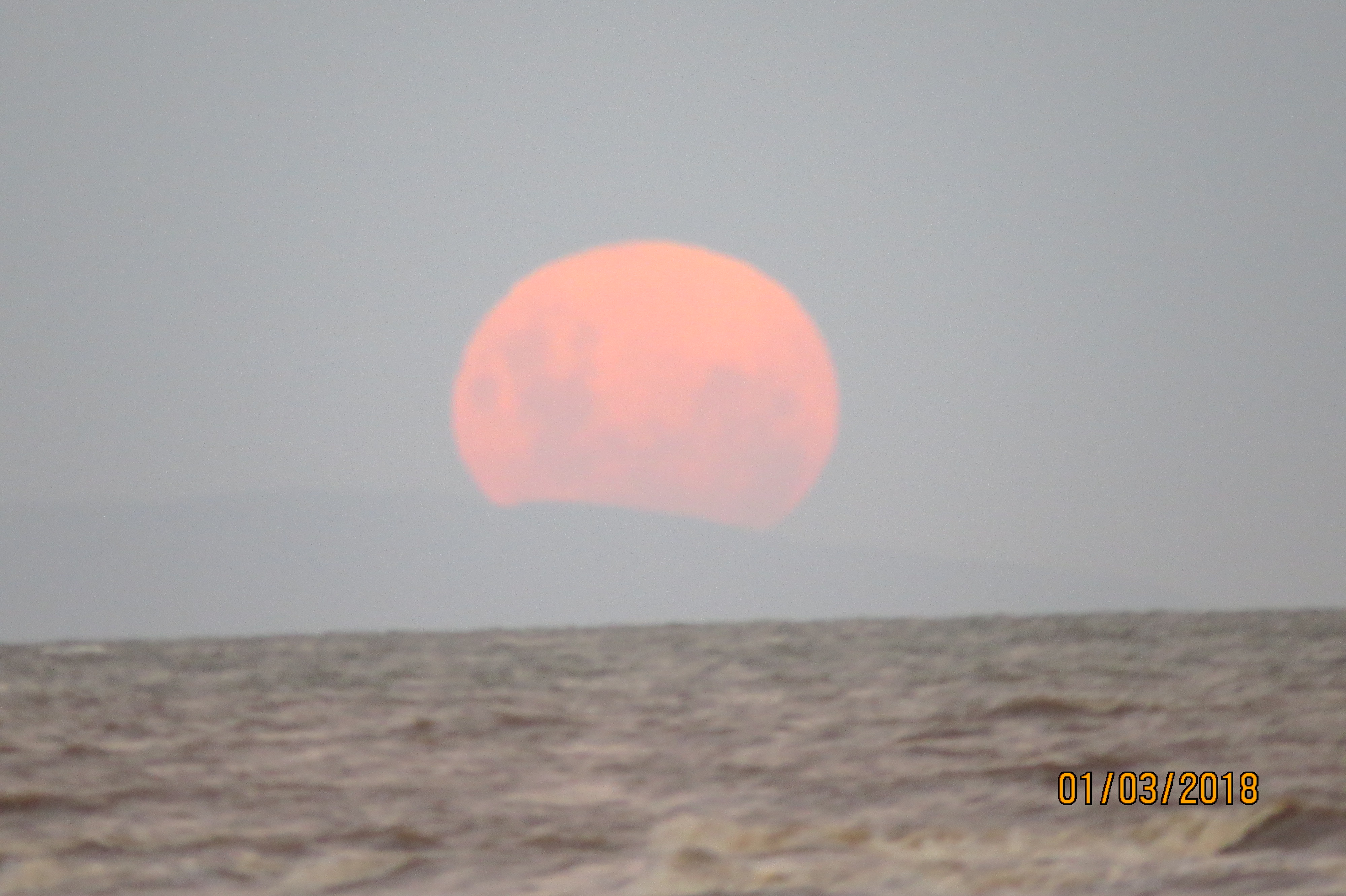

Иллюзия Луны — обман зрения, который заключается в том, что когда Луна находится низко над горизонтом, она кажется намного больше, чем когда она висит высоко в небе. На самом деле, угловой размер Луны практически не меняется с её высотой над горизонтом (а точнее, слабо меняется наоборот: около горизонта он слегка меньше, чем в зените, поскольку в этом случае расстояние от наблюдателя до Луны больше на величину земного радиуса). В настоящее время существует несколько гипотез, которые объясняют эту ошибку зрительного восприятия разными причинами.
Кроме кажущихся изменений размера диска Луны в отношении наблюдателя невооружённым глазом с поверхности Земли, при малом угловом расположении Луны над горизонтом, видимый диск Луны кажется жёлтым в тёмное время суток или даже розоватым при рассвете-закате.

## Кратковременные лунные явления
Кратковременные лунные явления — это различные непродолжительные локальные аномалии вида лунной поверхности и окололунного пространства, обусловленные нестационарными процессами на Луне.

## В навигации
С 1766 года Гринвичская королевская обсерватория издаёт ежегодник «Морской альманах». Наибольшую практическую ценность для навигации в альманахе представляли таблицы угловых расстояний от центра лунного диска до избранных зодиакальных
звёзд или до центра солнечного диска (для дневных измерений), составленные на весь год с интервалом в три часа. Эти таблицы позволяли морякам вплоть до начала XX века определять долготу с точностью до одной угловой минуты (метод лунных расстояний).

## В культуре

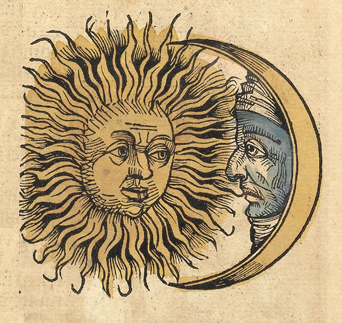
Солнце и Луна. («Нюрнбергская хроника» Хартмана Шеделя, 1493)

Диалог Плутарха «О лике видимом на лунном диске» (I—II века) передаёт разные теории того времени о природе и свойствах Луны, под конец Плутарх обращается к теории, принятой в Платоновской Академии и Ксенократом, усматривая в Луне родину демонов.

### В искусстве

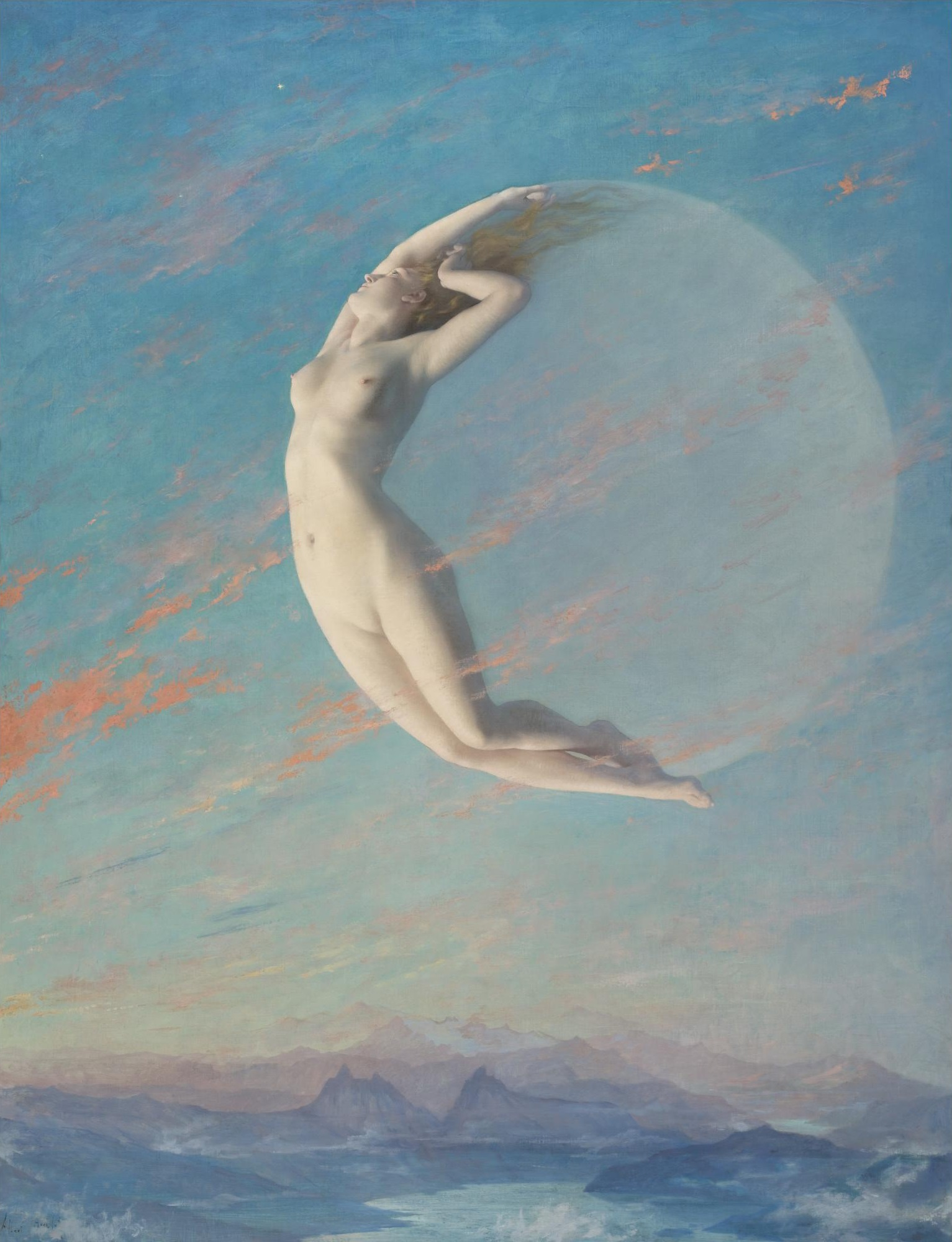
Альбер Обле. Селена (1880)

Луна не раз вдохновляла поэтов и писателей, художников и музыкантов, режиссёров и сценаристов на создание произведений, связанных с этим единственным естественным спутником Земли.
Луна может выступать как символ таинственности, недоступной красоты, любви.
Сравнение с луной использовалось уже в древней литературе: В Песни песней Соломона (1-е тысячелетие до н. э.) написано:

Кто эта, блистающая, как заря, прекрасная, как луна, светлая, как солнце, грозная, как полки со знамёнами?

Первое фантастическое произведение о Луне (в стихах), известное с античности, приписывается легендарному древнегреческому певцу Орфею:

Он (Зевс) смастерил и иную землю, безграничную, кою Селеной зовут бессмертные, а земные человеки — Луной. Много на ней гор, много городов, много жилищ.
Оригинальный текст (др.-греч.)Μήσατο δ' ἄλλην γαῖαν ἀπείριτον, ἥν τε σελήνην Άθάνατοι κλῄζουσιν, ἐπιχθόνιοι δέ τε μήνην, Ἣ πόλλ' οὔρε ἔχει, πόλλ' ἄστεα, πολλά μέλαθρα.
— Прокл. Комментарий к «Тимею» Платона.
В настоящее время считается, что эти строки написал пифагореец Керкопс в V веке до н. э.
Тема путешествия на Луну была популярна в фольклоре и в классической литературе, в качестве способа достичь цели фигурируют и заведомо сказочные (бобовый стебель), и сильная буря, и бумажный монгольфьер. Первый технически обоснованный проект полёта на Луну описал Жюль Верн в романах «С Земли на Луну прямым путём за 97 часов 20 минут» (1865) и «Вокруг Луны» (1870).
Лунная тема была одной из главных для фантастов и футурологов на протяжении почти всего XX века. В дореволюционной русской литературе Луна представлялась небесным телом с долинами и зубчатыми скалами, которая была покрыта голубоватой травой и большими белыми цветами.